# Personaggi di The Affair - Una relazione pericolosa
Qui di seguito sono elencati i personaggi principali e secondari della serie televisiva americana The Affair - Una relazione pericolosa.

## Personaggi principali
Noah Solloway
Noah Solloway, interpretato da Dominic West, doppiato da Alberto Bognanni. Insegnante di letteratura che vive a New York, che ha sempre ambito a diventare scrittore, è sposato con Helen, dalla quale ha avuto quattro figli: Whitney, Martin, Trevor e Stacey. È cresciuto in Pennsylvania, da giovane dedicava molte energie nello studio, oltre che nel nuoto, è stato segnato dal brutto rapporto con suo padre, e della morte della madre, lo stesso Noah manomettendo le sue medicine, aiutò sua madre a morire dato che la sclerosi multipla la stava facendo soffrire troppo. Ha scritto un solo libro nella sua carriera A Person Who Visits a Place il quale non si è mai guadagnato un grande successo letterario. Si è sempre sentito condizionato dal suocero Bruce, che diversamente da lui come scrittore ha collezionato un successo dietro l'altro. La vita di Noah cambierà quando lui e la sua famiglia passeranno l'estate a Montauk dai genitori di Helen, e lì che Noah incontrerà Alison, innamorandosi di lei, la quale a sua volta è sposata con Cole. Tra i due si scatenerà la passione e in breve tempo diventeranno amanti, successivamente Noah lascerà la moglie per stare con Alison, vedendo in lei una via di fuga da quella che per Noah era diventata una vita triste. Traendo spunto dalla sua storia d'amore con Alison, lo scrittore realizzerà il suo primo successo, scrivendo un libro che diventerà un best seller: La discesa. Noah e Alison si sposeranno, ma lui, concentrato solo sulla sua carriera, la trascurerà, e Alison, sentendosi sola, lo tradirà con Cole il quale la metterà incinta di Joanie. Nei primi tempi sarà Noah a crescere la bambina, ma Alison alla fine si sentirà costretta a dirgli chi è il suo vero padre. Quando Helen e Alison uccideranno involontariamente Scotty, sarà Noah a prendersi la colpa per la sua morte, scontando una pena di tre anni in prigione. Uscito dal carcere troverà lavoro come insegnante al Livingston College, e avrà una relazione con la sua collegha Juliette Le Gall, dopo aver divorziato da Alison la quale non ricambiava realmente il suo amore, benché i due decidano di rimanere buoni amici. In seguito alla sua rottura con Juliette, Noah andrà a vivere a Los Angeles per stare accanto ai suoi figli dato che si sono trasferiti lì insieme a Helen e al suo nuovo compagno Vic, trovando lavoro come insegnante in un liceo privato. Noah resterà molto colpito da un suo studente, Anton, il quale ha un grande talento per la letteratura, e intraprenderà una relazione con sua madre, Janelle, inoltre Noah deciderà di accompagnare il ragazzo a Princeton, ma nel mentre dovrà aiutare Cole a trovare Alison dato che da qualche tempo era scomparsa, scoprendo con loro costernazione che è morta. Noah si sentirà in colpa per la sua morte sentendo di non averla aiutata nel modo giusto. L'attore Sasha Mann prenderà accordi con Noah per girare un film basato su La discesa ma alcune donne muoveranno delle accuse contro Noah facendolo passare per un molestatore e un maniaco sessuale, danneggiando la sua reputazione al punto tale che gli studios lo allontaneranno dalla produzione del film, successivamente Helen (che aveva intrapreso una storia con Sasha) scoprirà che è stato lui a convincere quelle donne a muovere quelle accuse per estrometterlo dal progetto del film, come se non bastasse Janelle lo lascerà per tornare con il suo ex marito. In un tale momento di sconforto Noah però troverà la forza di reagire lavorando per ricostruire un rapporto con sua figlia Whitney, inoltre ritornerà insieme a Helen avendo capito di amarla ancora. Nell'anno 2053 Noah, ormai vecchio, si è trasferito già da molti anni a Montauk ed è diventato il proprietario del Lobster Roll, il diner dove lavorava Alison, il luogo dove la conobbe, non avendo mai smesso di pensare a lei continuando a conservare un dolce ricordo di Alison, consapevole del fatto che anche grazie a lei è diventato un uomo migliore.
Alison Bailey
Alison Bailey, interpretata da Ruth Wilson, doppiata da Selvaggia Quattrini. È la moglie di Cole, i due si conoscono dai tempi dell'adolescenza, Alison è nata e cresciuta a Montauk e ha avuto un'infanzia infelice non avendo mai potuto contare su sua madre, infatti sono stati i suoi nonni a crescerla. Lavorava come infermiera avendo sempre sognato di fare il medico. La sua eccessiva sensibilità la porta spesso a chiudersi in sé e a essere autodistruttiva. La sua vita sarà stravolta dalla morte prematura di suo figlio Gabriel, e Alison si trasformerà in una donna triste e chiusa, specialmente perché non ha mai ricevuto nessun sostegno emotivo da parte di Cole, il quale non ha mai accettato di affrontare il dolore della perdita di suo figlio. Alison lascerà il suo lavoro di infermiera e inizierà a lavorare come cameriera al Lobster Roll ed è lì che incontrerà Noah, con il quale intraprenderà una relazione extraconiugale, infine lascerà suo marito per andare a vivere a New York con lui, sebbene sia ancora innamorata di Cole. Quando Alison scoprirà che la protagonista del libro che sta scrivendo Noah, ispirata a lei, è dipinta come una poco di buono, in un momento di debolezza lo tradirà con Cole rimanendo incinta di Joanie. Capendo che la vita mondana di New York non fa per lei, si iscriverà all'università per diventare medico, ma ottiene scarsi risultati. Alison e Noah si sposeranno, ma quando lui finirà in prigione per la morte di Scotty (ucciso per sbaglio da Alison e Helen) lei sarà costretta a rivelare a Cole che Joanie è sua figlia, per poi abbandonarla affidando a Cole e Luisa (la sua nuova moglie) la potestà della bambina dopo essersi internata in una clinica di igiene mentale in seguito a un esaurimento nervoso. Alison viene dimessa e decide di tornare a Montauk e di divorziare da Noah avendo preso atto che non è mai stata innamorata di lui ma di averlo visto come una facile evasione da quella che era diventata una vita infelice. Alison e Cole trascorreranno una notte di passione, inoltre la donna riavrà la custodia congiunta di sua figlia in tribunale, però, nonostante desiderasse tornare con Cole non avendo mai smesso di amarlo, lui deciderà di rimanere con Luisa. Alison inizierà a frequentare Ben Cruz, un ex militare dai modi gentili, che si innamorerà subito di lei, ma Alison scoprirà che è sposato e che ha dei figli. Avrà modo di conoscere James, suo padre, infatti non aveva mai avuto modo di incontrarlo quando era piccola, non avendo mai saputo chi fosse, come afferma sua madre lei rimase incinta di Alison dopo che James l'aveva violentata. Mentre Alison è tutta sola in casa, riceve la visita di Ben, decidendo di allontanarlo non volendo commettere lo sbaglio di iniziare una storia con un uomo sposato, ma lui non accettando il rifiuto la spinge con violenza contro un mobile facendole perdere sangue dalla fronte, per poi portarla di peso sul pontile e gettarla in mare. Dopo aver patito fin troppe sofferenze, Alison muore affogando, il suo corpo è pieno di ferite da taglio, dovute all'impatto con gli scogli, e dato che non ci sono prove a carico di Ben la morte di Alison viene fatta passare per suicidio. Benché Joanie avesse scoperto la verità, trentadue anni dopo la sua morte, nessuno le crederà e dunque non verrà mai data giustizia alla sua tragica fine. La madre di Alison farà cremare il suo corpo con l'intenzione di gettare le ceneri tra le acque del mare.
Helen Butler
Helen Kathleen Butler, interpretata da Maura Tierney, doppiata da Alessandra Cassioli. È la moglie di Noah e madre dei loro quattro figli. Lei e Noah si sono conosciuti ai tempi dell'università. È cresciuta in una famiglia benestante, è la tipica donna borghese, snob e maniaca del controllo,  che preferisce ignorare i problemi, comunque ha un buon cuore e cerca sempre di aiutare chi più ne ha bisogno. Passerà un brutto periodo di depressione dopo il divorzio, ma lo supererà quando si innamorerà di Vic, iniziando una relazione con lui. Quando Noah uscirà di prigione dopo essersi preso la responsabilità della morte di Scotty, il quale è stato ucciso da Alison e Helen, quest'ultima tenterà una riconciliazione con lui, ma senza successo, quindi si dedicherà alla sua storia con Vic, trasferendosi a Los Angeles con lui, insieme a Stacey e Trevor. Helen passerà un momento molto difficile dopo la morte di Vic, per poi intraprendere una relazione con Sasha Mann, star del cinema che interpreta il ruolo del personaggio di Noah tratto dal libro del suo ex marito, salvo poi lasciarlo quando scopre che Sasha aveva istigato alcune donne a denunciare Noah per molestie sessuali allo scopo di tenerlo fuori dal progetto del film. Nel finale della serie, quando Noah e Helen finalmente chiariranno fino in fondo le reali motivazioni del loro divorzio, troveranno la forza per riconciliarsi e i due ritornano insieme. Nell'anno 2053 si apprenderà che Helen è morta nell'anno 2051, con il cognome di Noah, ciò sta a significare che lei e Noah si erano risposati.
Cole Lockhart
Cole McGinty Lockhart, interpretato da Joshua Jackson, doppiato da Nanni Baldini. È il marito di Alison. Nato e cresciuto a Montauk, lavora nel ranch che è appartenuto alla sua famiglia da generazioni, insieme ai fratelli Scotty, Hal e Caleb, e alla madre Cherry. Cole è molto rispettato nella sua comunità, è un uomo intelligente con un ottimo senso per gli affari. Ha sempre provato ostilità nei riguardi dei turisti che vengono a Montauk da fuori città. Ama i cavalli e nel tempo libero si dedica al surf, passione ereditata dal padre Gabriel, il quale si tolse la vita il giorno del decimo compleanno di Cole; in più di un'occasione le persone sottolineano quanto lui e suo padre si somiglino. Dopo aver sposato Alison avrà da lei un bambino, a cui verrà dato il nome di Gabriel, lo stesso nome del padre di Cole, ma il bambino (complice la disattenzione del padre) morirà per affogamento. La morte di suo figlio trasformerà Cole in un uomo rabbioso e introverso, non avendo mai avuto la forza di elaborare la tragedia, cercando vanamente distrazione nel suo lavoro. Alison lo lascerà per stare insieme a Noah con il quale tra l'altro lo aveva tradito, anche per mettere le distanze del marito sentendosi soffocata dal suo amore troppo morboso e possessivo. La vita di Cole crollerà a pezzi, avendo anche perso il ranch, ma ritroverà parzialmente un po' di serenità grazie a Luisa, innamorandosi di lei, per poi sposarla. Cole e Alison proveranno a essere amici, e acquisteranno il Lobster Roll con la vendita della loro casa. Alison rivelerà a Cole che Joanie, la figlia che lei ha avuto da Noah, è in realtà la figlia di Cole, infatti Alison lo aveva tradito con il suo ex marito. Cole non avendo mai smesso di amare Alison, tradirà Luisa andando a letto con la sua ex. Le cose tra Cole e sua moglie andranno di male in peggio, infatti è incapace di dimenticare Alison, scoprendo tra l'altro che il suo nuovo fidanzato, Ben Cruz, è segretamente sposato con un'altra all'insaputa di Alison. Cole dopo aver tradito Luisa con Delphine, deciderà di lasciare sua moglie per tentare di ritornare con Alison, scoprendo però che è morta, e nonostante tutti siano convinti che il suo è stato un suicidio, Cole capirà subito che l'autore della sua morte è Ben sebbene non potesse dimostrarlo. Cole e Luisa si lasceranno, e lui partirà per il Vermont insieme a Joanie, dove aprirà un maneggio. Dopo il diploma della figlia tornerà a Montauk, tra l'altro non si è più risposato, né ha frequentato altre donne, ormai consumato dal sentimento di amore e odio che provava per Alison, infine morirà nel 2053 a seguito di un infarto.
Whitney Solloway
Whitney Solloway, interpretata da Julia Goldani Telles, doppiata da Roisin Nicosia. È la figlia più grande di Noah e Helen. Ragazza egocentrica e spregiudicata, ma anche sensibile e intelligente. Probabilmente è quella che più di tutti ha sofferto per il divorzio dei suoi genitori, maturando un forte astio nei confronti di suo padre, imputando a lui le pessime scelte che lei ha preso dopo che Noah ha tradito la madre. Avrà una storia con Scotty, il quale la metterà incinta, finendo con l'abortire. Whitney proverà a riavvicinarsi a Scotty, ma Cole riuscirà ad allontanarla da lui. Non provando molto interesse per l'università, tenterà con la carriera di modella, per poi diventare l'assistente di Furkat, rinomato artista, con il quale avrà una relazione, ma Noah la convincerà a lasciarlo dopo che lui l'aveva picchiata. Whitney si innamorerà di Colin, giovane pittore irlandese, e per fargli avere il permesso di cittadinanza, deciderà di sposarlo. Inizierà a lavorare come curatrice in un museo. In un momento di confusione, tradirà Colin con Furkat, gesto di cui si pentirà, ma Colin la perdonerà. Nell'ultimo episodio Whitney sposerà Colin a Montauk, e troverà la forza di perdonare finalmente Noah.
Martin Solloway
Martin Solloway, interpretato da Jake Siciliano, doppiato da Mattia Fabiano (stagioni 1-2) e Mirko Cannella (stagioni 3-5). È il secondo figlio di Noah e Helen, è molto simile a suo padre, infatti come lui è introverso e imperscrutabile. Dopo il divorzio di Noah e Helen, lui e suo padre si allontaneranno, per poi riconciliarsi dopo la morte del padre di Noah. Dopo il diploma andrà all'università. È affetto dalla malattia di Crohn
Trevor Solloway
Trevor Solloway, interpretato da Jadon Sand, doppiato da Gabriele Meoni (stagionin 1-2) e Mattia Fabiano (stagioni 3-5). È il terzo figlio di Noah e Helen. In seguito al divorzio dei suoi genitori, metterà le distanze da suo padre, nonostante i tentativi di Noah di ricostruire il loro rapporto. Nella quarta stagione farà coming out. 
Stacey Solloway
Stacey Solloway, interpretata da Leya Catlett (stagioni 1-2) e da Abigail Dylan Harrison (stagioni 3-5) , doppiata da Sara Tesei (stagioni 1-2) e Chiara Fabiano (stagioni 3-5). È la figlia più piccola di Noah e Helen. Tra tutti i figli di Noah è probabilmente l'unica che ha continuato a provare affetto per lui dopo il divorzio dei suoi genitori. È gentile, altruista e sensibile. Nell'anno 2053 si scoprirà che è diventata una scrittrice, come suo padre, infatti ha pubblicato il suo libro dal titolo Montauk.
Max Cadman
Max Cadman, interpretato da Josh Stamberg, doppiato da Davide Marzi. È il miglior amico di Noah, lui e Helen lo conoscono dai tempi dell'università. È un uomo d'affari di successo, si presenta come una persona squallida, superficiale e dissoluta. È sempre stato innamorato di Helen, questo lo ha sempre portato a provare una forte invidia nei riguardi di Noah. Dopo il suo divorzio Max intraprenderà una relazione con Helen all'insaputa di tutti (dopo che Noah aveva lasciato Helen per stare con Alison) e Max si convince di aver finalmente conquistato la donna che aveva sempre desiderato, sennonché Helen, non essendo innamorata di lui, lo lascerà. Quando Noah scoprirà che Max è stato con Helen smetterà di frequentarlo avendo capito che è solo una persona falsa. La sua ultima apparizione sarà nella terza stagione, in procinto di sposarsi, verrà sedotto da Helen, tradendo la sua fidanzata, pentendosene.
Luisa Lèon
Luisa Lèon, interpretata da Catalina Sandino Moreno, doppiata da Eva Padoan. È la fidanzata di Scotty, anche se poi lo lascerà quando conoscerà Cole, innamorandosi (ricambiata) di lui, con il quale intraprenderà una relazione. È un'immigrata che viene dall'Ecuador, lei e sua madre hanno lavorato per anni alla tenuta di Montauk dei genitori di Helen, infatti Luisa per anni è stata la baby sitter dei figli di Noah. È una donna comprensiva, altruista, intelligente, ambiziosa e passionale. Ha sempre desiderato dirigere un ristorante tutto suo, e il suo desiderio si avvererà dopo che lei e Cole si sposeranno, infatti quando Cole e Alison acquisteranno il Lobster Roll, sarà Luisa a gestirlo. Si è sempre sentita minacciata da Alison, infatti la sua insicurezza nei suoi riguardi la spinge spesso a diventare esigente e meschina, questo per via della sua consapevolezza che Cole la ama ancora. È molto legata a Joanie, anche perché lei non può avere figli suoi. Cole la tradirà andando a letto con Alison, sebbene decida di rimanere con sua moglie, ma alla fine, a dispetto del sincero amore che prova per lei, deciderà di lasciarla avendo compreso che non avrebbe mai provato per lei gli stessi sentimenti che nutre per Alison. Quando Cole venderà il Lobster Roll, Luisa lascerà Montauk. Nell'anno 2053, Luisa, ormai invecchiata, è ancora in ottimi rapporti con Joanie, che l'ha sempre amata come una madre, tra l'altro le figlie di Joanie la considerano una nonna. Nonostante Cole l'abbia fatta soffrire molte volte, anche dopo la sua morte, Luisa conserva ancora un dolce ricordo di lui.
Vic Ullah
Vikram "Vic" Ullah, interpretato da Omar Metwally, doppiato da Andrea Lavagnino. È il fidanzato di Helen, i due si metteranno insieme dopo il divorzio con Noah. Medico di successo, dal carattere cinico e arrogante, i suoi genitori hanno lasciato il Libano per andare a vivere in America al fine di permettere a Vic di avere una vita migliore. Vic ha sempre avuto un rapporto molto conflittuale con i suoi genitori, pur amandoli ha sempre vissuto per compiacerli. Si affezionerà molto ai figli di Helen, i quali, dopo il divorzio dei genitori, vedono Vic come la figura paterna affidabile, che Noah non è mai stato, e questo mette a disagio Noah il quale si sente spesso "rimpiazzato" da Vic. Quando Vic si trasferirà a Los Angeles per ottenere un ruolo da primario, Helen, Stacey e Trevor lo seguiranno, ma Vic scoprirà di avere un tumore al pancreas, gli resta poco da vivere. Questo lo farà cadere nello sconforto, tanto da tradire Helen con la loro vicina di casa, Sierra (con la quale pure Helen lo ha tradito avendo avuto pure lei un rapporto sessuale con Sierra). Vic metterà incinta Sierra, infine, quando lui e Helen capiranno che l'amore che li ha legati, nonostante gli alti e bassi, è stato sincero, Vic morirà poco dopo la nascita di suo figlio, Eddie.
Juliette Le Gall
Juliette Le Gall, interpretata da Irène Jacob, doppiata da Claudia Catani. Insegna filologia romanza al Livingston College, è stata una collega di Noah nel periodo in cui pure lui ha lavorato lì. Intelligente e passionale, è sposata con Etienne, un uomo molto più vecchio di lei dal quale ha avuto una figlia, Sabine. Pur amandolo, il suo è stato un matrimonio infelice, infatti Etienne l'ha sempre tradita con altre donne. Lei e Noah diventeranno amanti, e lei lo porterà a Parigi, ma quando Etienne morirà (dopo che aver contratto l'alzheimer) lei e Noah si lasceranno prendendo strade diverse, infatti Noah tornerà in America mentre Juliette resterà in Francia con sua figlia.
Janelle Wilson
Janelle Wilson, interpretata da Sanaa Lathan, doppiata da Laura Romano. È la preside del liceo privato dove lavora Noah, in seguito al suo trasferimento a Los Angeles. Suo figlio Anton, avuto dal suo matrimonio con Carl, studia nel suo liceo. È una donna intraprendente e idealista, cresciuta a Boston in una famiglia borghese, si è laureata ad Harvard, proprio lì conobbe il marito, i due divorziarono dopo che Carl la tradì con un'altra donna. Janelle e Noah diventeranno amanti, per poi diventare una coppia. Il suo lavoro come preside non è mai stato apprezzato dal consiglio di istituto, tanto che Carl le suggerirà di candidarsi proprio per la carica di consigliere scolastico. Janelle lascerà Noah per tornare insieme a Carl, avendo capito di amarlo ancora.
Joanie Lockhart
Joanie Lockhart, interpretata da Reagan e Savannah Grella (stagioni 3-4) (giovane) e da Anna Paquin (stagione 5) (adulta), doppiata da Anita Ferraro (giovane) (stagioni 3-4) Federica De Bortoli (stagione 5) (adulta). È la figlia di Cole e Alison. Lei e suo padre sono sempre stati molto legati, inoltre vuole molto bene a Luisa avendola sempre considerata una madre. Dopo la morte di Alison, lei e Cole si sono trasferiti nel Vermont. Nell'anno 2053 Joanie, divenuta un ingegnere ambientale, si è sposata con Paul, e i due hanno adottato due bambine senegalesi, Thea e Medaline. Joanie è una donna fredda e avida di affetto, non è molto affezionata alle bambine, inoltre è solita tradire il marito e prendere pillole. Joanie è stata pesantemente condizionata dal dolore per la morte di Cole, e dalla sua convinzione che Alison si fosse tolta la vita. Quando rivelerà a suo marito di averlo sempre tradito, lui la caccerà via di casa. Joanie conoscerà Eddie, il figlio di Vic e Sierra, e i due diventeranno amanti, e con il suo aiuto scoprirà che Alison non si è tolta la vita, ma che è stato Ben a ucciderla. Nonostante Joanie fallisca nel suo tentativo di far arrestare Ben e di fare giustizia per la morte della madre, ritrova in parte la sua serenità dopo aver avuto un confronto con Noah, e avendo capito di amare veramente il marito e le figlie, ritorna da loro.

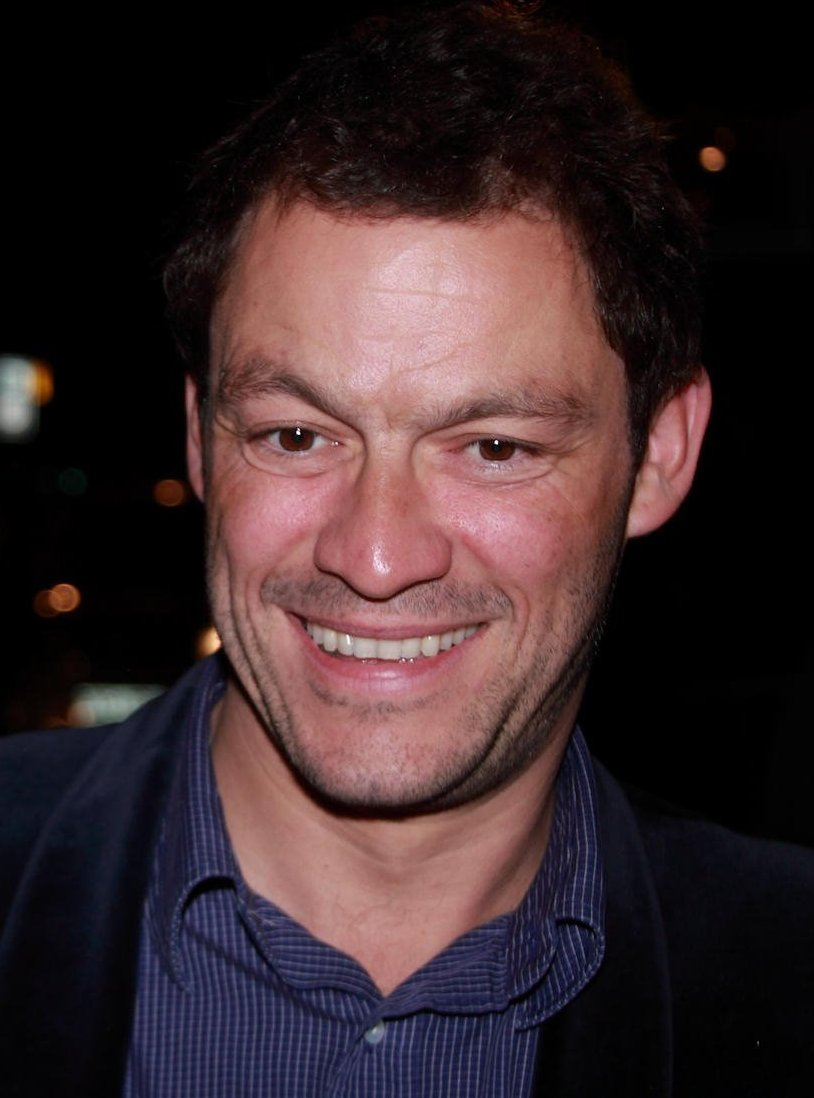
Dominic West interpreta Noah Solloway
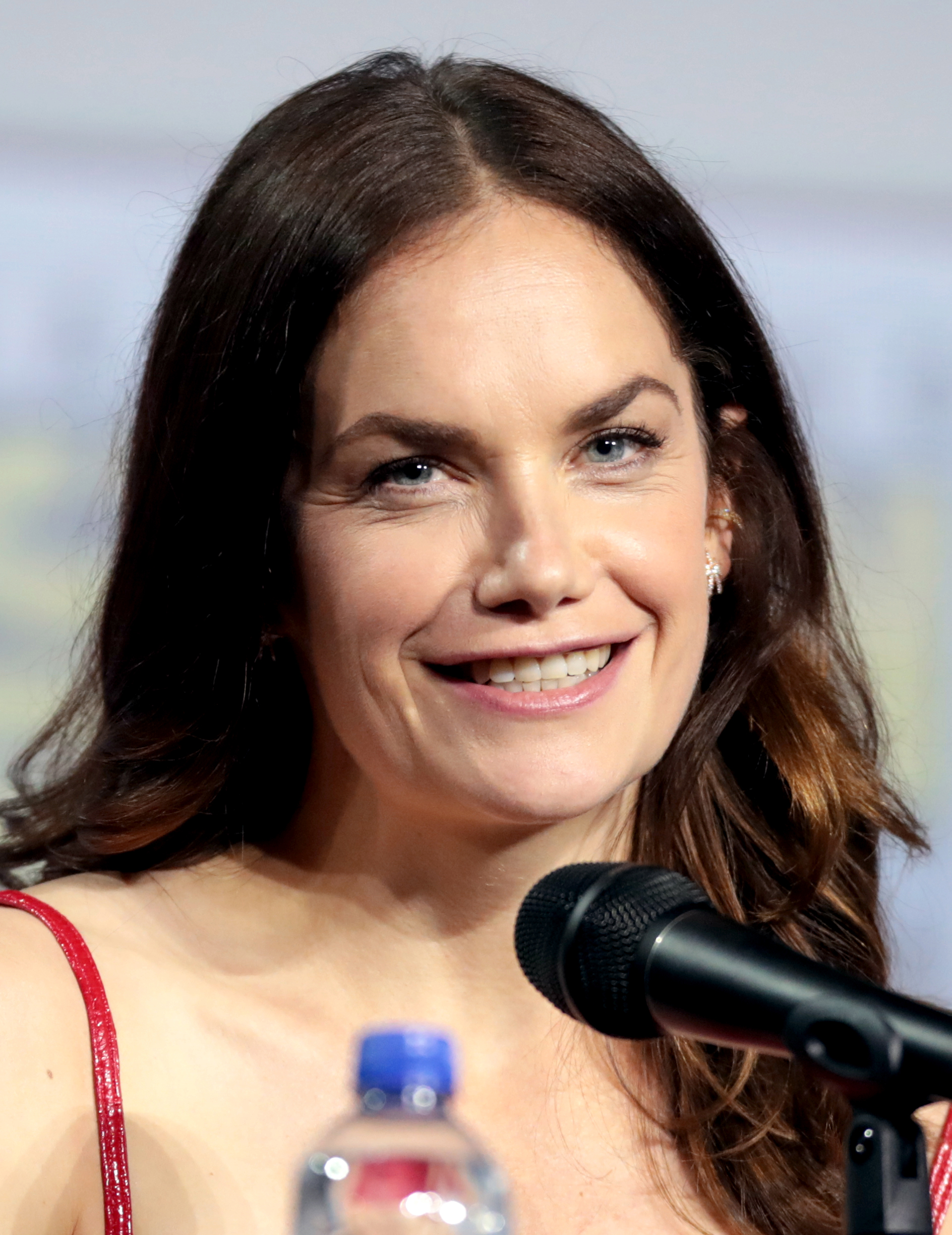
Ruth Wilson interpreta Alison Lockhart
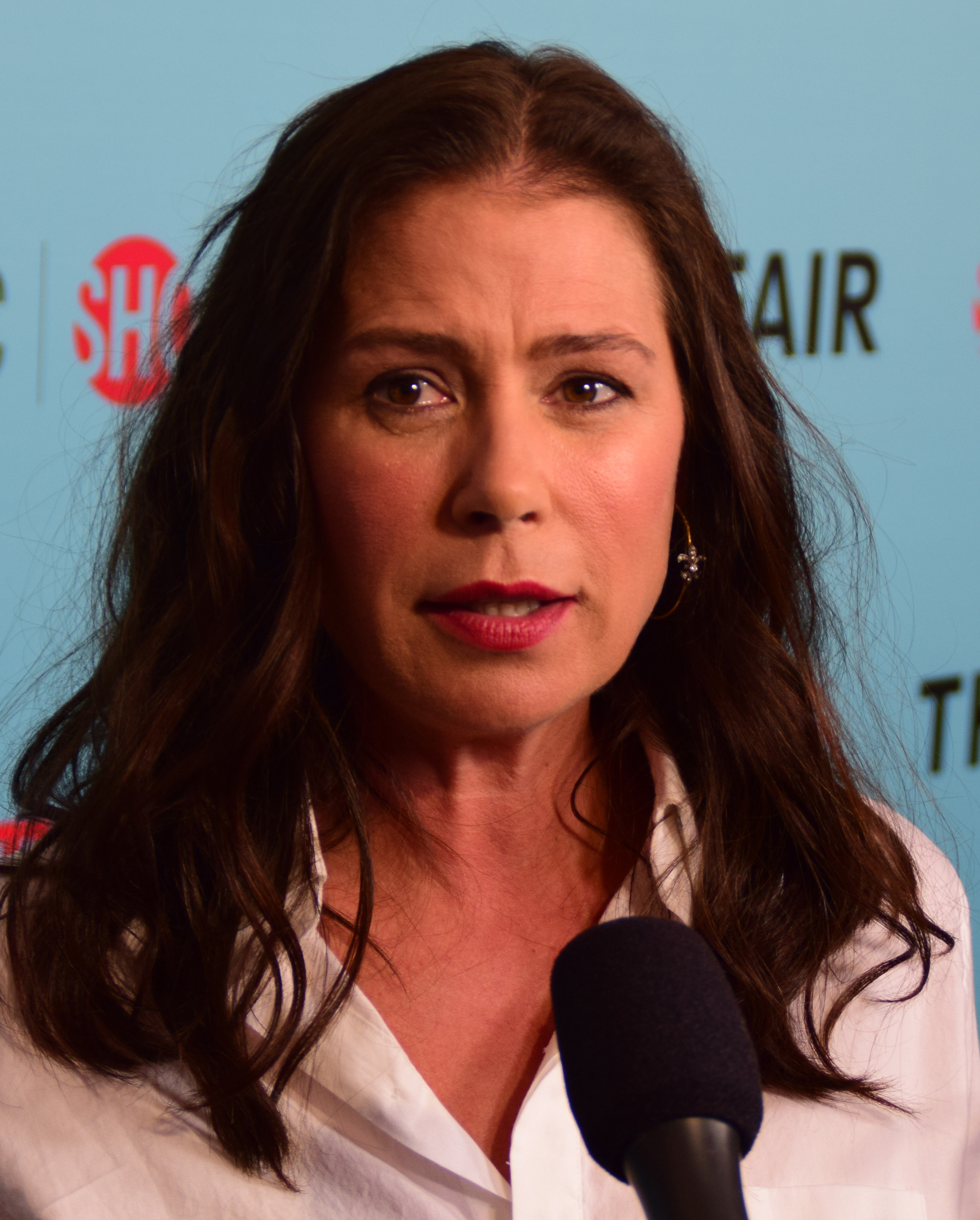
Maura Tierney interpreta Helen Solloway
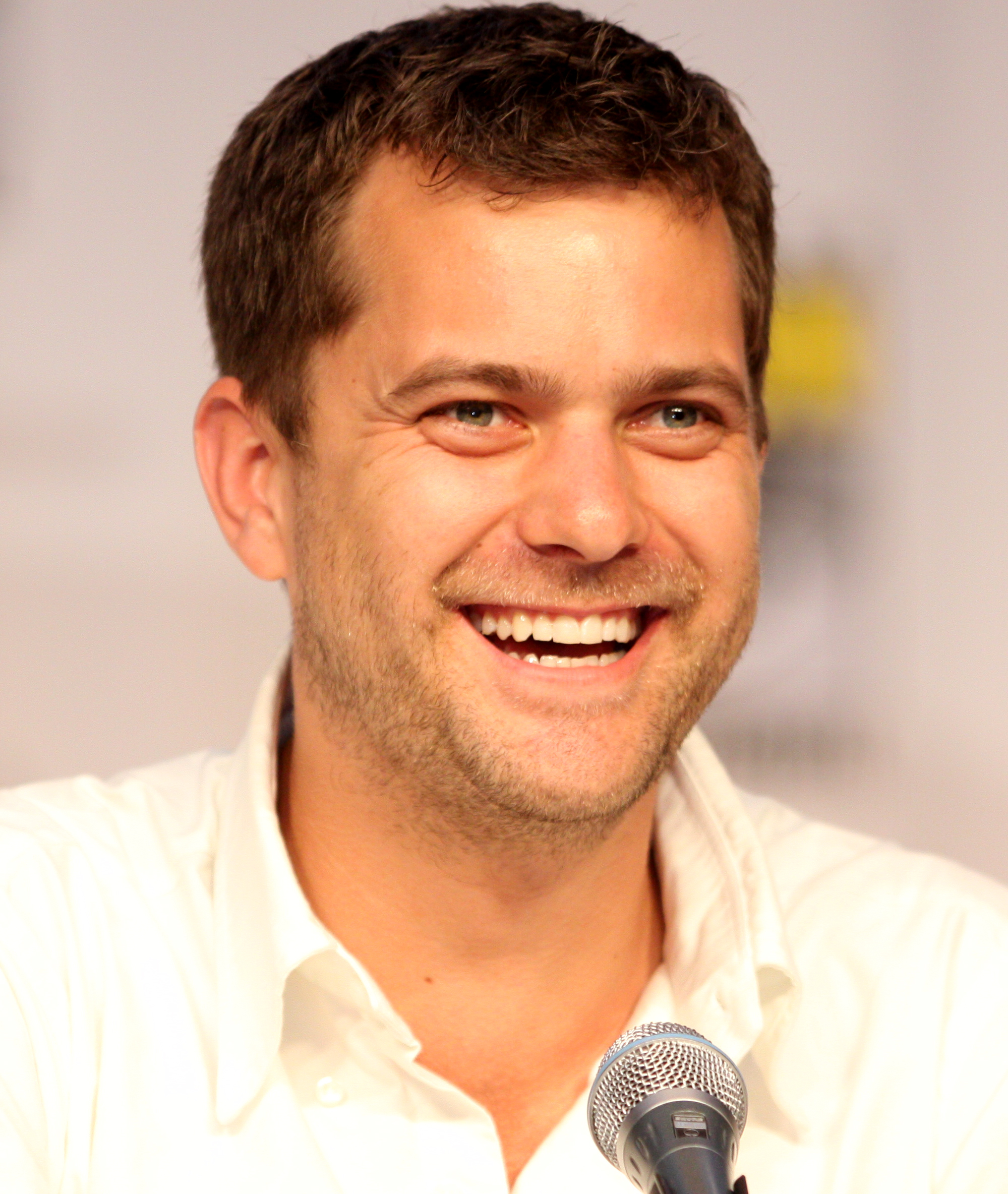
Joshua Jackson interpreta Cole Lockhart
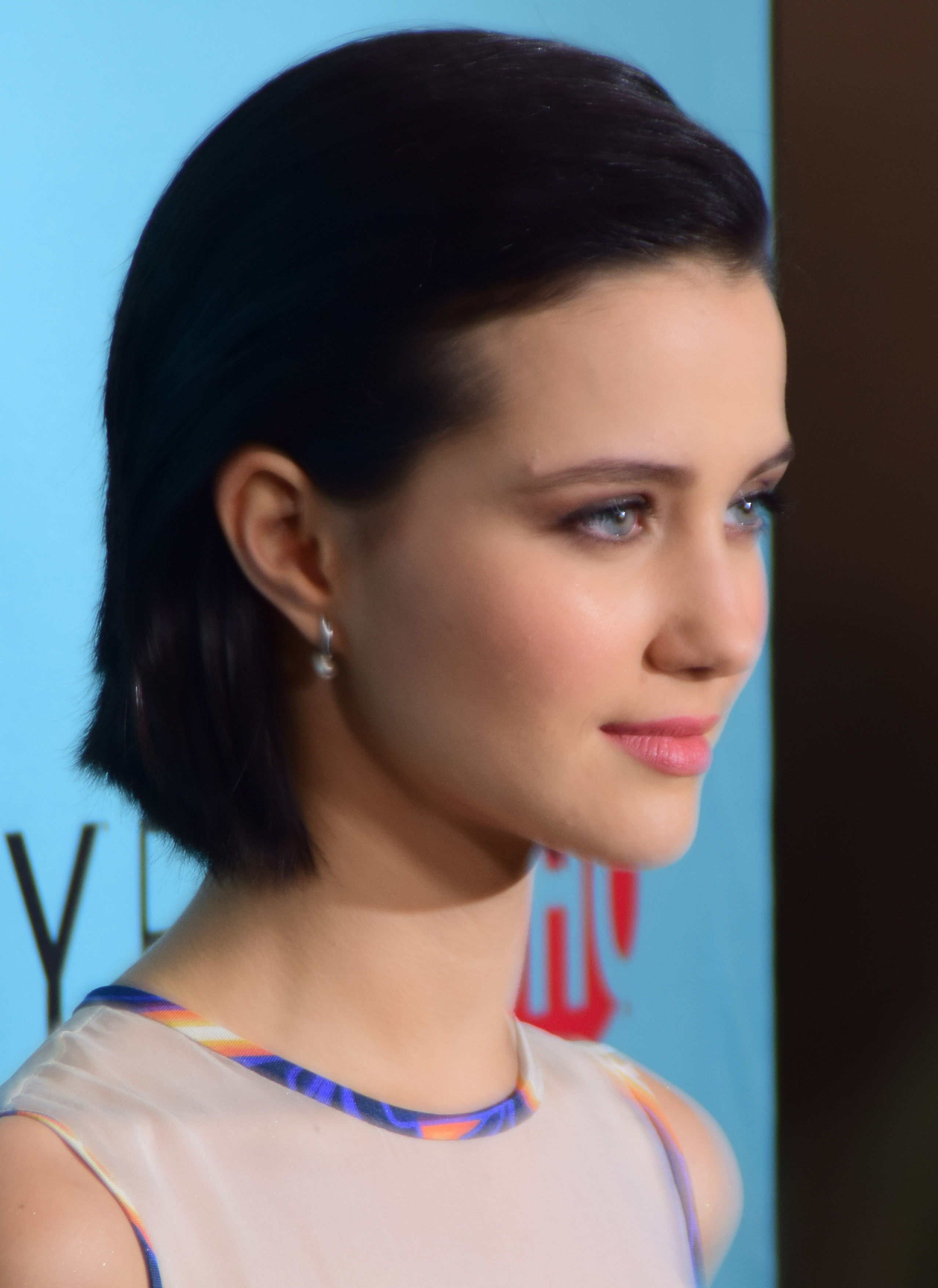
Julia Goldani Telles interpreta Whitney Solloway
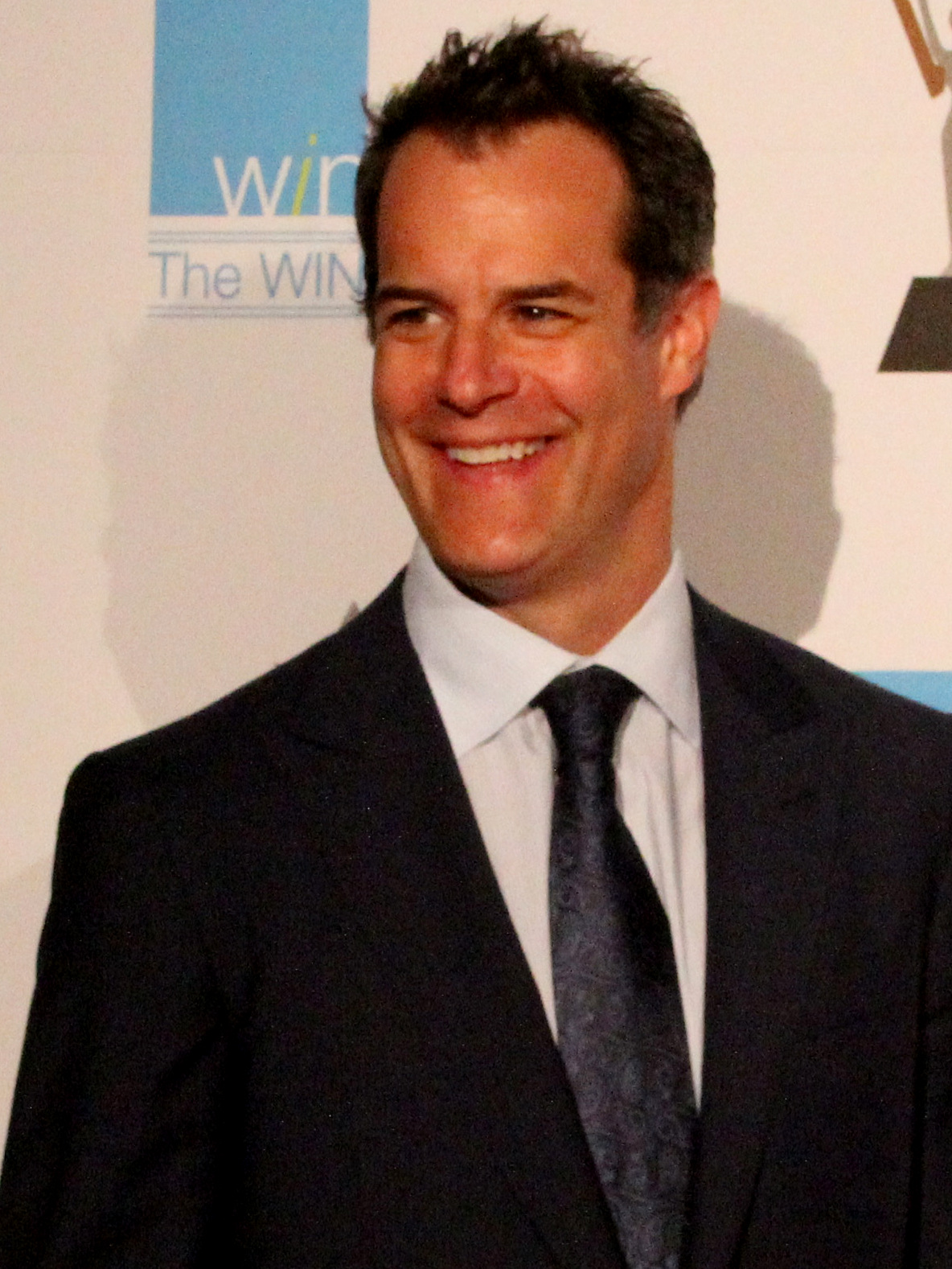
Josh Stamberg interpreta Max Cadman
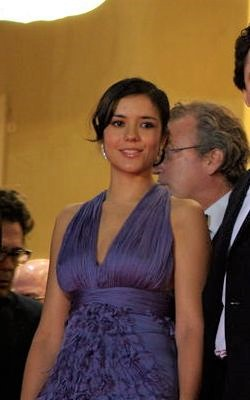
Catalina Sandino Moreno interpreta Luisa Lèon
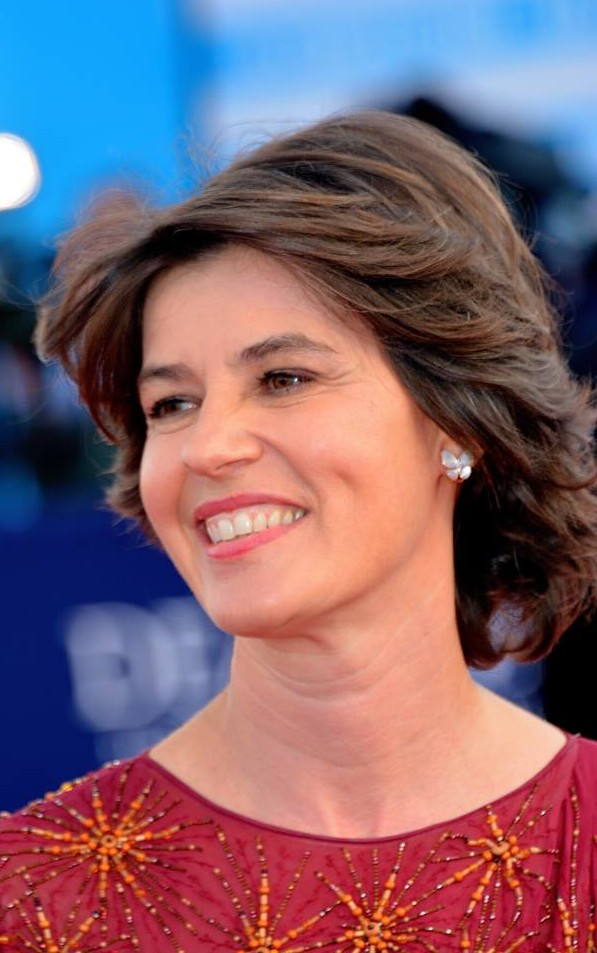
Irène Jacob interpreta Juliette Le Gall
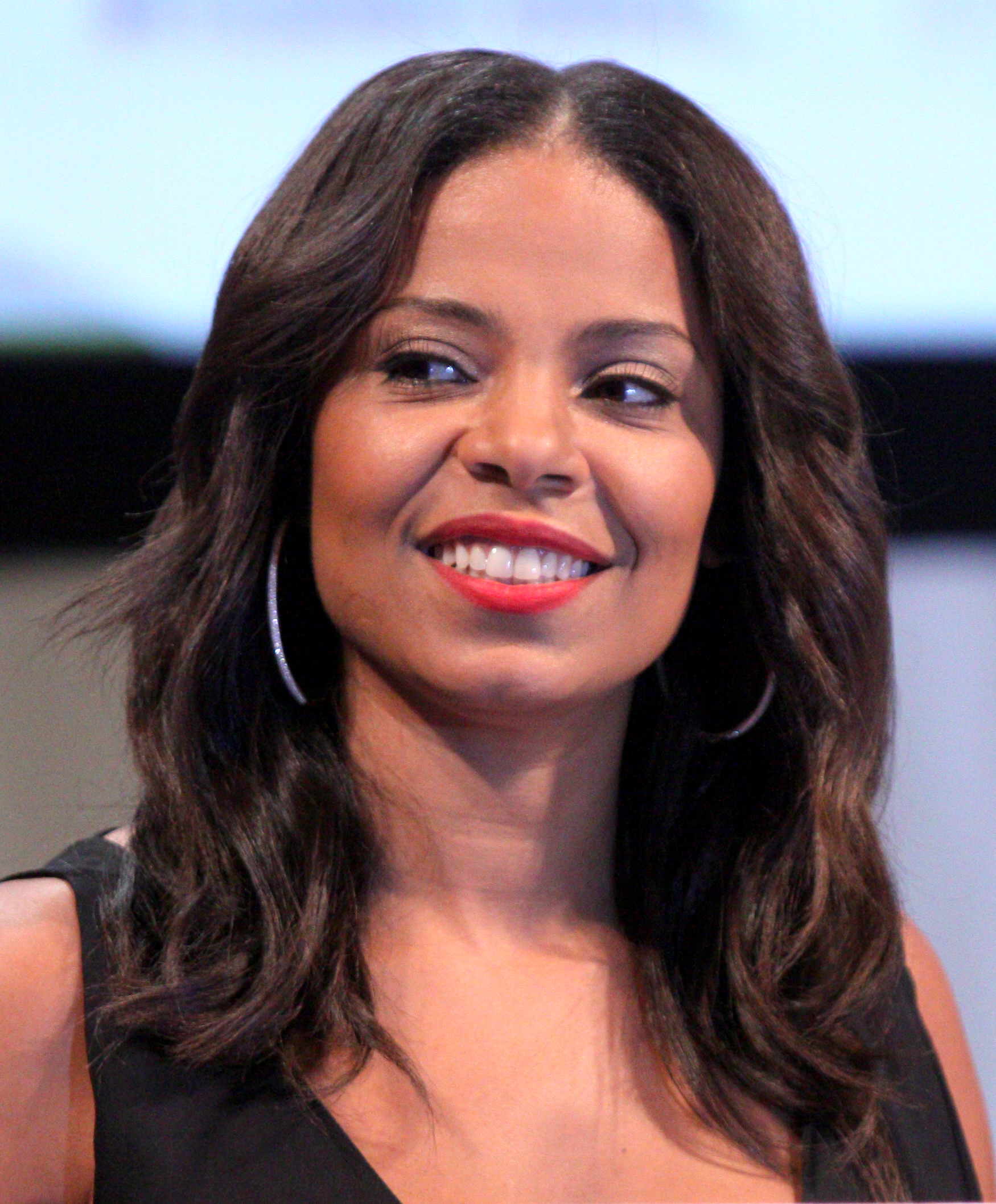
Sanaa Lathan interpreta Janelle Wilson
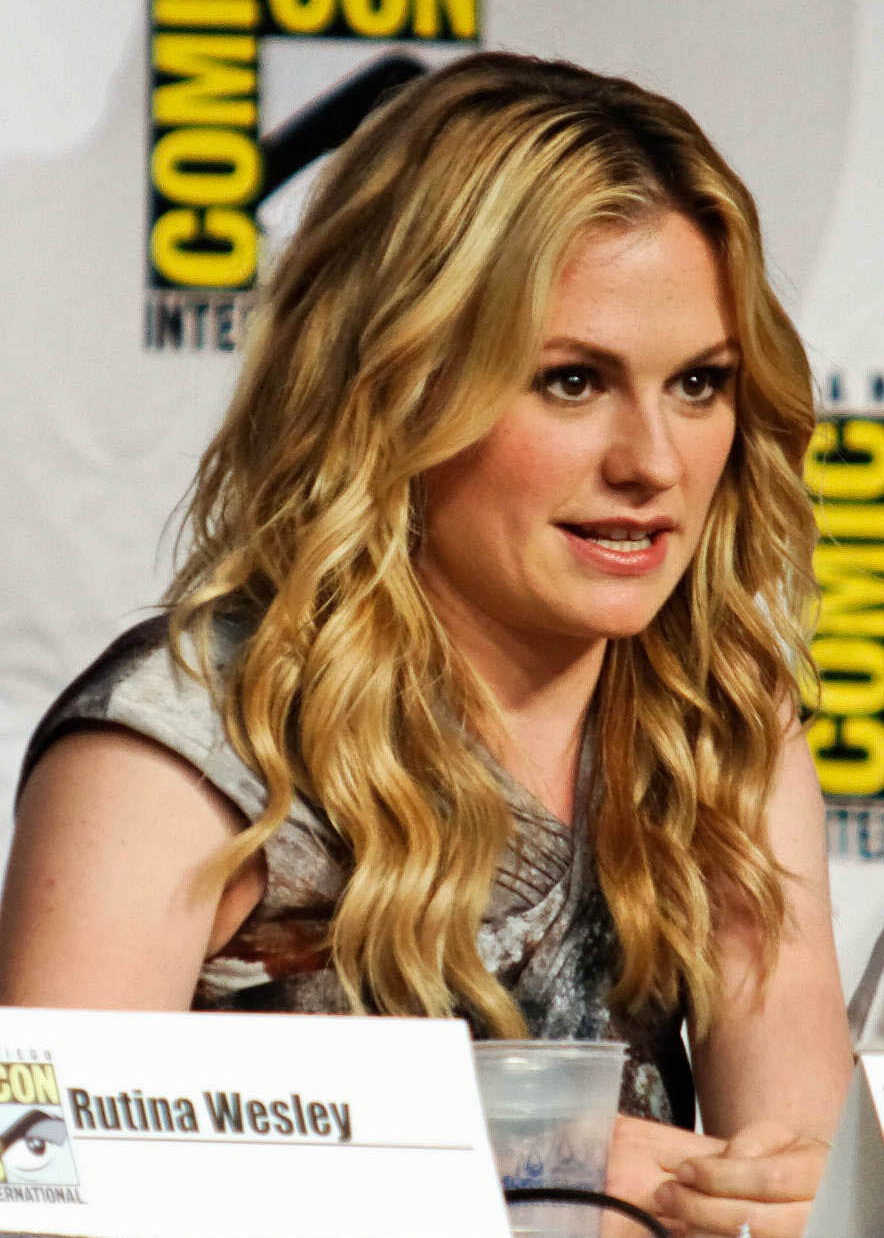
Anna Paquin interpreta Joanie Lockhart (st. 5)

## Personaggi secondari
Scotty Lockhart
Scott "Scotty" McGinty Lockhart, interpretato da Colin Donnell, doppiato da Paolo Vivio. È il fratello tossicodipendente di Cole, è un uomo egoista e autodistruttivo. Sua madre è incapace di farlo rigare dritto essendo debole di carattere, avendolo sempre viziato e coccolato. Ha sempre provato una latente invidia nei confronti di Cole, il quale è sempre stato più maturo, realizzato e responsabile, e questo sentimento si rafforzerà quando la sua ragazza Luisa lo lascerà sposando Cole. Scotty è stato il primo a scoprire il segreto di Joanie, ovvero che non è la figlia di Noah, come tutti credevano, ma di Cole. Avrà una breve storia con Whitney, mettendola incinta nonostante sia ancora minorenne, e lei abortirà. Cole lo convincerà a internarsi in una clinica per disintossicarsi, e nonostante stesse facendo dei progressi, il giorno del matrimonio di Cole e Luisa, perderà il controllo iniziando a bere quando scoprirà che Alison e Cole non intendono farlo entrare in società, dopo che hanno acquistato il Lobster Roll, benché fosse stata un'idea di Scotty quella di rilevarlo. Completamente ubriaco, cercherà di aggredire Alison, la quale camminava tutta sola sul ciglio della strada, e lei per difendersi spingerà Scotty per strada e Helen, al volante dell'auto, lo investirà uccidendolo.
Cherry
Cherry, interpretata da Mare Winningham, doppiato da Laura Boccanera. È la madre di Cole, Scotty, Hal e Caleb. Dopo la morte di suo marito lavorerà nel ranch della famiglia Lockhart insieme ai suoi figli, in passato era un'insegnante. Lei e Cole hanno un rapporto molto conflittuale, principalmente a causa della natura di Cherry, che in più occasioni si è rivelata falsa e ipocrita. Amava suo marito Gabriel, che però insieme a lei era infelice. Cherry e Cole si riconcilieranno al funerale di Alison, dato che Cherry sarà l'unica a comprendere fino in fondo il dolore che stava provando suo figlio avendolo a sua volta patito lei quando morì suo marito.
Jon Gottlief
Jon Gottlief, interpretato da Richard Schiff, doppiato da Ambrogio Colombo. Avvocato che assisterà Helen durante la sua causa di divorzio con Noah. Successivamente, quando Noah verrà processato per la morte di Scotty, sarà Gottlief a difenderlo, e sebbene avesse trovato le prove che lo scagionassero (dato che le vere colpevoli erano Alison e Helen) Noah si assumerà la colpa dichiarandosi colpevole.
Athena Bailey
Athena Bailey, interpretata da Deirdre O'Connell, doppiata da Anna Rita Pasanisi. È la madre di Alison, il cui vero nome è Shelly. Come afferma Athena, lei rimase incinta di Alison venendo violentata da James, un uomo facoltoso che l'aveva assunta alle sue dipendenze come baby sitter per i suoi figli. Infatti dopo l'accaduto cambiò nome. Ha sempre abbracciato la cultura new age, pur volendo bene a sua figlia, a causa della sua incapacità di fare la madre, è sempre stata una figura assente per lei. È una donna perspicace e molto paziente, tiene seminari sulla meditazione. Cole non ha mai avuto una grande opinione di lei avendola sempre considerata una donna egoista, sebbene lei non abbia mai dato peso alle sue provocazioni. La sua ultima apparizione sarà al funerale di sua figlia, Athena l'ha fatta cremare benché Cole desiderasse seppellirla insieme a Gabriel.
Oscar Hodges
Oscar Hodges, interpretato da Darren Goldstein, doppiato da Gianluca Crisafi. Proprietario del Lobster Roll, la sua famiglia è in pessimi rapporti con quella dei Lockhart, infatti lui e Cole hanno spesso degli attriti, ma in definitiva sono comunque buoni amici. Lui e Alison un tempo stavano insieme, in effetti Oscar è ancora infatuato di lei, tra l'altro Alison finirà a letto con lui tradendo Cole. Il Lobster Roll diventerà inagibile a seguito dei danni provocati dall'Uragano Alex, e Oscar sarà costretto a venderlo all'asta dato che si era indebitato per pagare le cure per suo padre. Quando Cole lo acquisterà, lo assumerà alle sue dipendenze. Nella terza stagione si scoprirà che Oscar si è sposato, inoltre lui e sua moglie hanno avuto un bambino
Bruce Butler
Bruce Butler, interpretato da John Doman, doppiato da Gianni Giuliano. È il padre di Helen, è uno scrittore di successo, ha sempre trattato Noah con sufficienza, avendolo sempre ritenuto un buono a nulla. È un uomo arrogante e rabbioso, a dispetto dell'amore che prova per sua moglie, l'ha sempre tradita con altre donne. Nell'ultima stagione si ammalerà di demenza senile, infine morirà nell'anno 2024.
Margaret Butler
Margaret Butler, interpretata da Kathleen Chalfant, doppiata da Paila Pavese. È la madre di Helen, una ricca snob superficiale e nevrotica. Non ha mai gradito la presenza di Noah nella sua famiglia non ritenendolo all'altezza di sua figlia. Bruce la lascerà per stare insieme alla sua amante, solo poi per ritornare con lei, e in effetti dopo la loro riconciliazione Margaret e Bruce ora sono molto più felici. Nel 2053 si apprenderà che Margaret è morta nel 2051.
Eden Ellery
Eden Ellery, interpretata da Brooke Lyons, doppiata da Francesca Manicone. Addetta stampa che si occupa della promozione del libro di Noah,  La discesa. Nonostante Noah fosse sposato con Alison, tenterà di tradirla con Eden, dato che tra i due c'è attrazione, ma Eden per professionalità respingerà le sue avance. Dopo alcuni anni Eden, ormai sposata con dei figli, accuserà Noah di molestie sessuali, anche se in realtà era stato Sasha (l'attore che interpreta proprio Noah nel film tratto dal suo libro) a spingerla a muovere quelle accuse per screditarlo e tagliarlo fuori dalla produzione del film.
John Gunther
John Gunther, interpretato da Brendan Fraser, doppiato da Pino Insegno. Lavora come secondino nel carcere dove Noah ha trascorso i tre anni di detenzione quando si è assunto la colpa per la morte di Scotty. Lui e Noah si conoscono dai tempi dell'adolescenza. Vive a Hughsonville con la moglie, i due hanno un figlio autistico, Gunther tra l'altro è un padre affettuoso e protettivo.
Furkat
Furkat, interpretato da Jonathan Cake, doppiato da Stefano Alessandroni. Artista di successo, è un uomo arrogante e spregiudicato che ama strumentalizzare le donne. Whitney lavorerà per lui come assistente per poi diventare la sua amante. Quando Furkat la picchierà, Whitney lo lascerà. Ormai fidanzata con Colin, in procinto di sposarlo, Whitney in un momento di debolezza, lo tradirà con Furkat, per poi pentirsene avendo capito che Furkat è solo una persona squallida che prova solo indifferenza per lei.
Sierra James
Sierra James, interpretata da Emily Browning, doppiata da Francesca Fiorentini. È la vicina di casa di Helen e Vic, i quali si sono trasferiti a Los Angeles. È un'aspirante attrice, come sua madre. È bisessuale, ama divertirsi in maniera spregiudicata, mantiene un buon tenore di vita per merito dei suoi genitori dato che sono persone benestanti. Ha avuto un'infanzia infelice dato che sua madre la umiliava in continuazione sminuendola tutte le volte che ne aveva l'opportunità, infatti Sierra è una donna molto insicura. Avrà dei rapporti sessuali sia con Vic che con Helen, ma solo per quest'ultima nutrirà dei veri sentimenti, anche se Helen non ricambierà il suo amore, pur provando affetto per lei. Sierra prova molta stima per Helen, a volte è anche invidiosa di lei. Vic la metterà incinta e lei darà alla luce suo figlio, Eddie, crescendolo anche grazie all'aiuto di Helen. Come afferma Eddie nel 2053, Sierra e Helen sono rimaste buone amiche, inoltre si trasferirà a Montauk ed è lì che crescerà Eddie, trasferendosi nella casa dei genitori di Helen.
Anton Gatewood
Anton Gatewood (stagione 4), interpretato da Christopher Meyer, doppiato da Manuel Meli. È il figlio di Janelle e Carl. Ama la letteratura, è un ragazzo intelligente, ma anche arrogante e introverso. È uno studente della classe di Noah, il quale notando il suo potenziale, lo porta a Princeton, ma nel viaggio i due dovranno aiutare Cole a cercare Alison, scomparsa già da qualche giorno, scoprendo poi che è morta. Nella quinta stagione si apprenderà che Anton ha lasciato Los Angeles per andare a studiare all'università.
Carl Gatewood
Carl Gatewood, interpretato da Russell Hornsby, doppiato da Enrico Di Troia. È il padre di Anton ed ex marito di Janelle. Lui e la sua ex moglie si conobbero ad Harvard, purtroppo a dispetto delle grandi capacità di Carl, non è mai stato in grado di metterle a frutto infatti è stato espulso dall'università per aver venduto della droga. Lui e Janelle divorzieranno a causa delle infedeltà di Carl. È esperto nella promozione di campagne elettorali, in più di un'occasione ha tradito una certa invidia nei confronti di suo figlio e delle sue potenzialità accademiche. Nell'ultima stagione lui e Janelle torneranno insieme, visto che i due non avevano mai smessi di amarsi, mettendo da parte le divergenze che per molto tempo li avevano divisi.
Ben Cruz
Ben Cruz, interpretato da Ramon Rodriguez (4ª stagione) e Tony Plana (5ª stagione), doppiato da Simone D'Andrea (4ª stagione) e Oliviero Dinelli (5ª stagione). Veterano che, in seguito alla guerra, ha sofferto della sindrome da stress post-traumatico. È un alcolista, il suo personaggio è contraddistinto dalla dualità della sua natura, infatti Ben può apparire come un uomo sensibile, altruista e forte di carattere, ma sa essere bugiardo, violento e ipocrita. Lui e Alison inizieranno a uscire insieme per poi intraprendere una relazione, ma poi lei scoprirà che Ben le aveva tenuta nascosta la verità sulla sua famiglia: infatti è sposato e ha dei figli. Dopo averlo scoperto deciderà di lasciarlo, ma Ben, che ormai aveva sviluppato un'ossessione per lei, finirà con l'aggredirla non potendo accettare il suo rifiuto, per poi gettarla in acqua dal pontile, uccidendola. Ben la passerà liscia visto che la morte della donna viene fatta passare per suicidio, benché Noah e Cole non avessero mai smesso di sospettare della sua colpevolezza. Dopo trentadue anni Ben ha trasformato la sua casa in una clinica per persone che come lui sono affette dalla sindrome da stress post-traumatico, tra l'altro non porta la fede nuziale quindi si può facilmente dedurre che lui e sua moglie abbiano divorziato. Joanie (la figlia di Alison) si presenterà da lui e Ben le confesserà la sua colpevolezza, ma non avrà il coraggio di confessarlo pure alle autorità perché, pur provando rimorso per quello che fece ad Alison, non intende finire in prigione.
Colin
Colin, interpretato da Max Fowler, doppiato da Federico Campaiola. È il fidanzato di Whitney, viene dall'Irlanda, ed è un talentuoso pittore. È un ragazzo comprensivo con un buon cuore. Lui e Whitney decideranno di sposarsi, dato che è l'unico modo per Colin di ottenere il permesso di cittadinanza. Whitney lo tradirà con il suo ex, Furkat. Provando pentimento per quello che ha fatto, lo confesserà a Colin, il quale la perdonerà. Nell'ultimo episodio Whitney e Colin si sposeranno a Montauk.
Sasha Mann
Sasha Mann, interpretata da Claes Bang, doppiato da Massimo Rossi. Star del cinema, che interpreterà la parte di Noah nel film tratto dal libro La discesa. Lui e Helen si innamoreranno, e diventeranno una coppia. Noah, ancora innamorato di Helen, non accetterà la loro storia e questo lo porterà ad avere più di un contrasto con Sasha. Helen in un primo momento si sentirà felice al fianco di Sasha dato che, apparentemente, dà l'impressione di essere un uomo responsabile, sensibile, altruista e comprensivo, ma poi lo lascerà quando scoprirà che aveva spinto alcune donne a muovere delle accuse contro Noah per farlo passare come un maniaco sessuale, avendo sviluppato un'ossessione per il film tratto dal libro, allo scopo di estromettere Noah dal progetto.

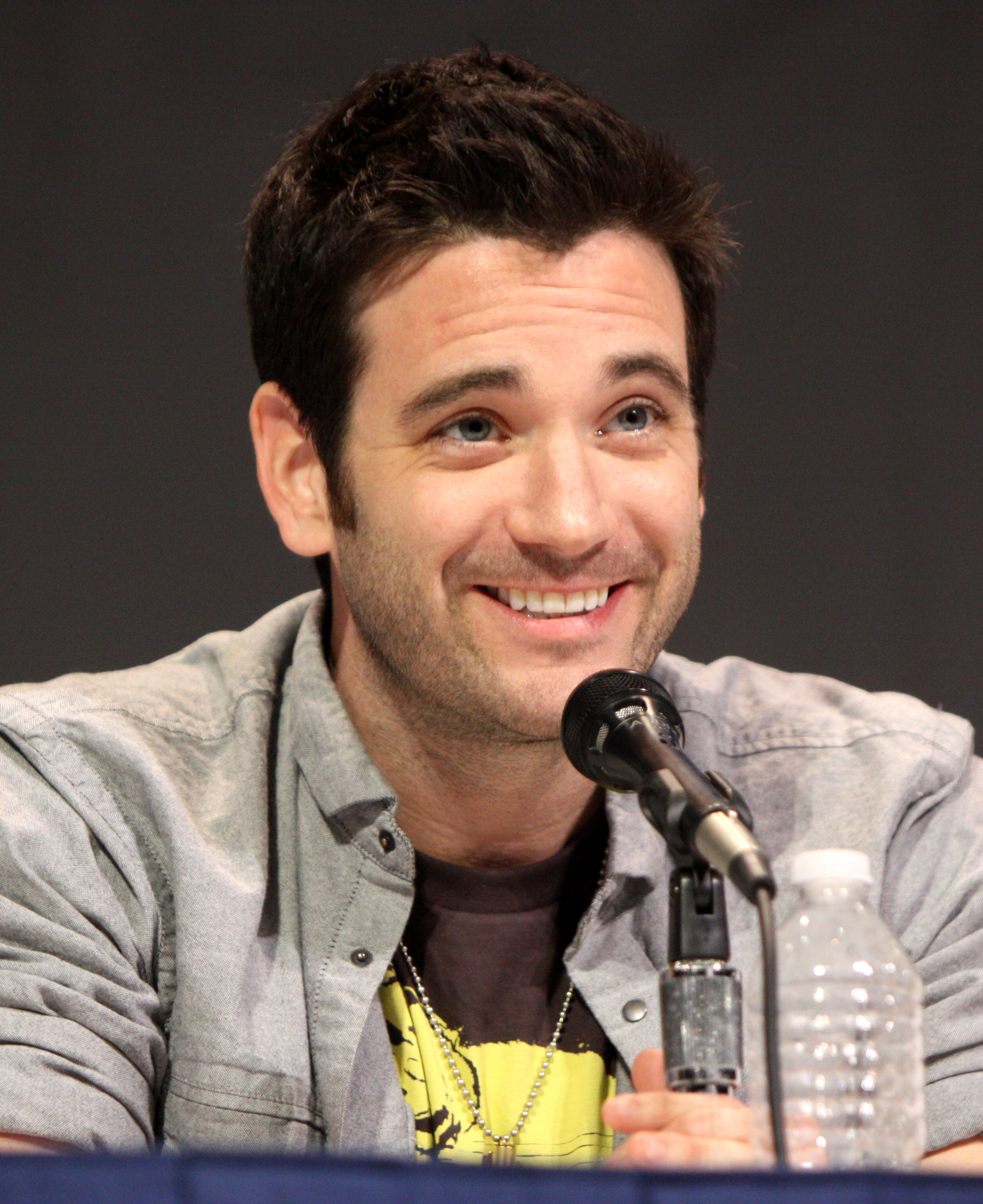
Colin Donnell interpreta Scotty Lockhart
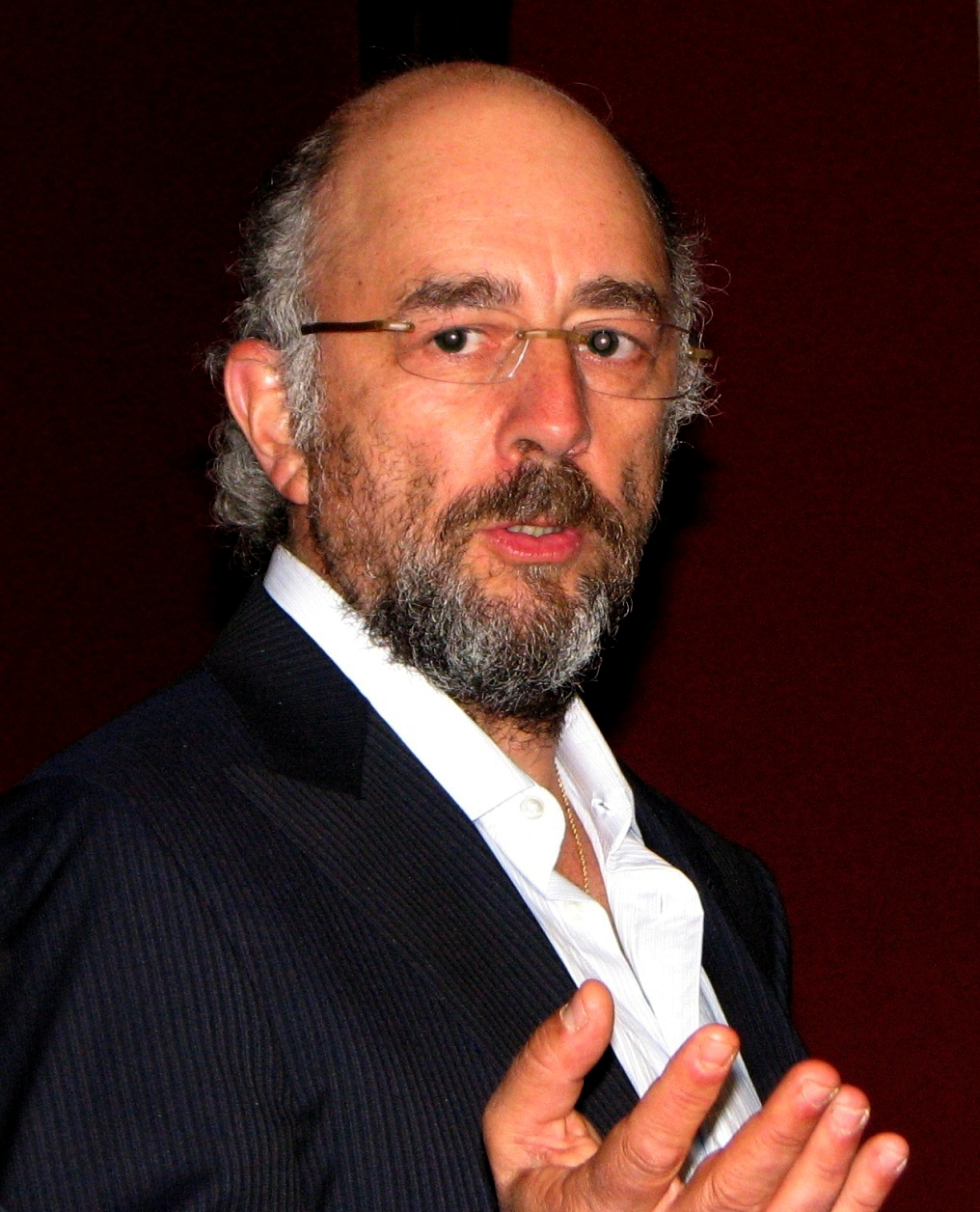
Richard Schiff interpreta Jon Gottlief
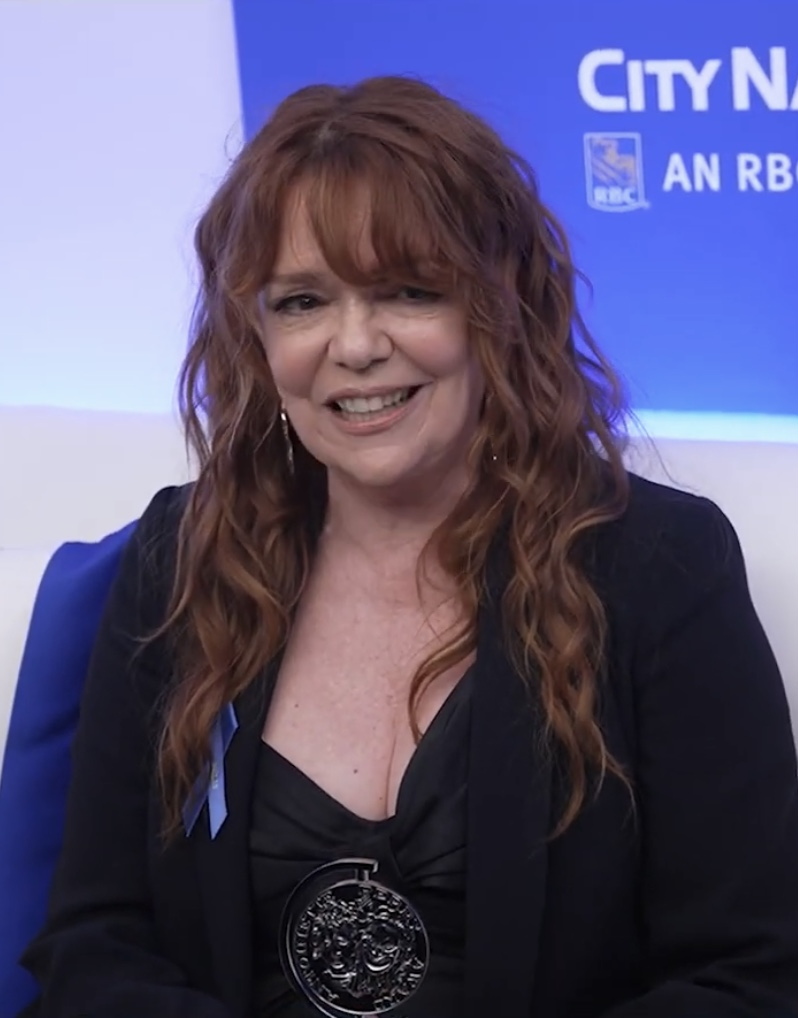
Deirdre O'Connell interpreta Athena Bailey
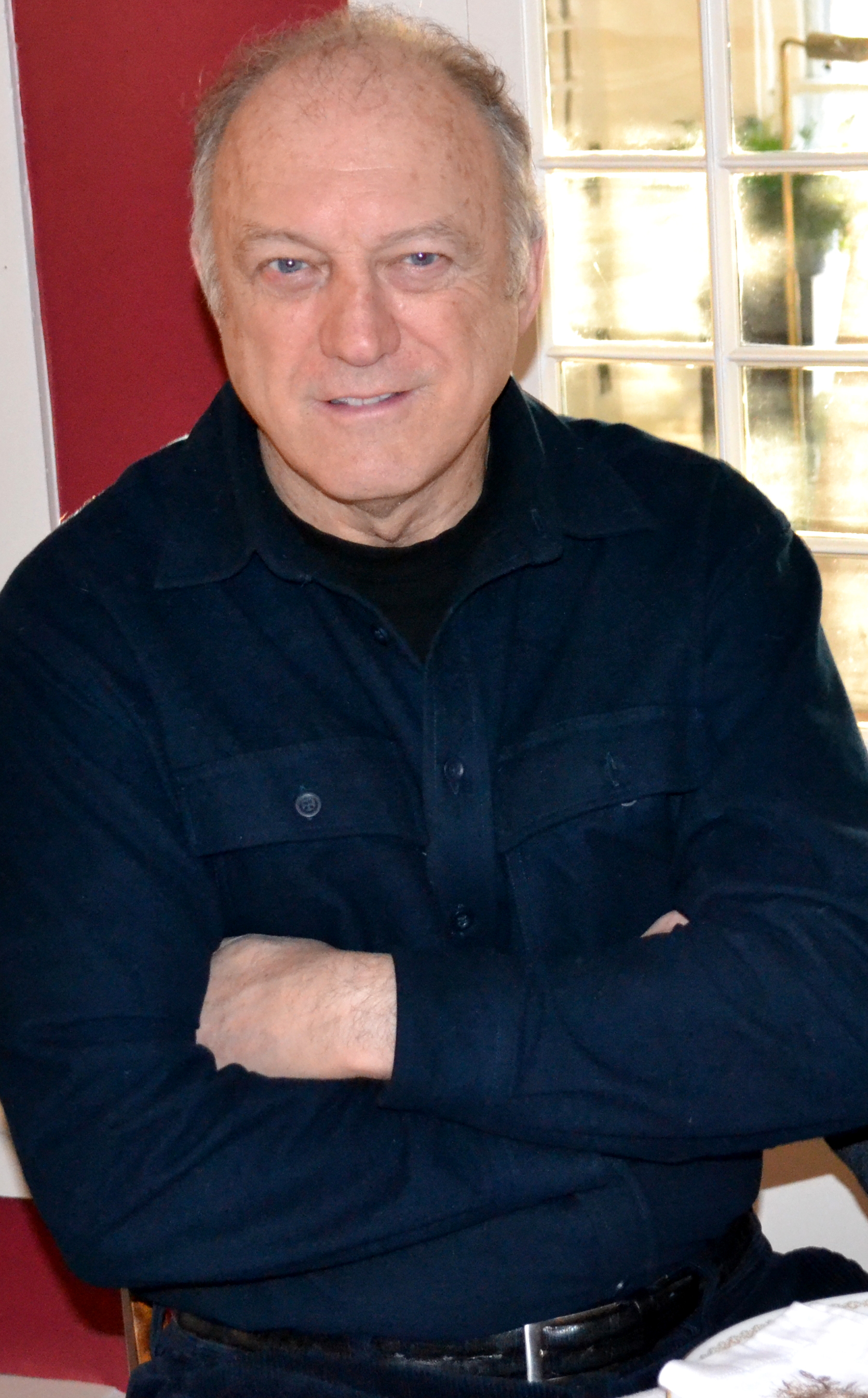
John Doman interpreta Bruce Butler
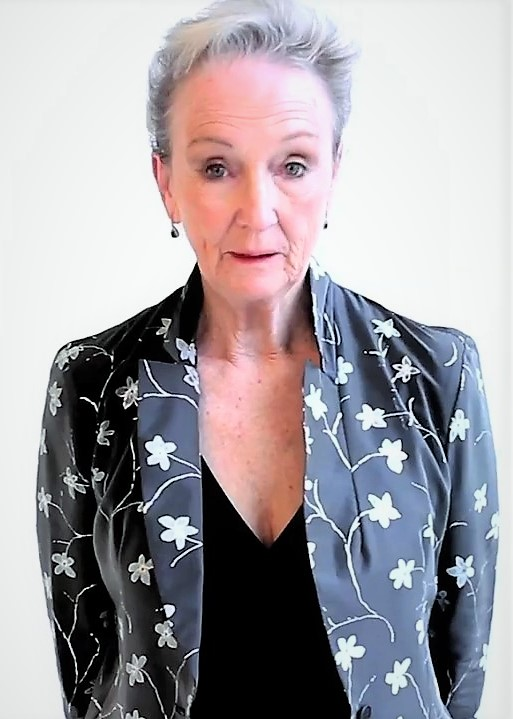
Kathleen Chalfant interpreta Margaret Butler
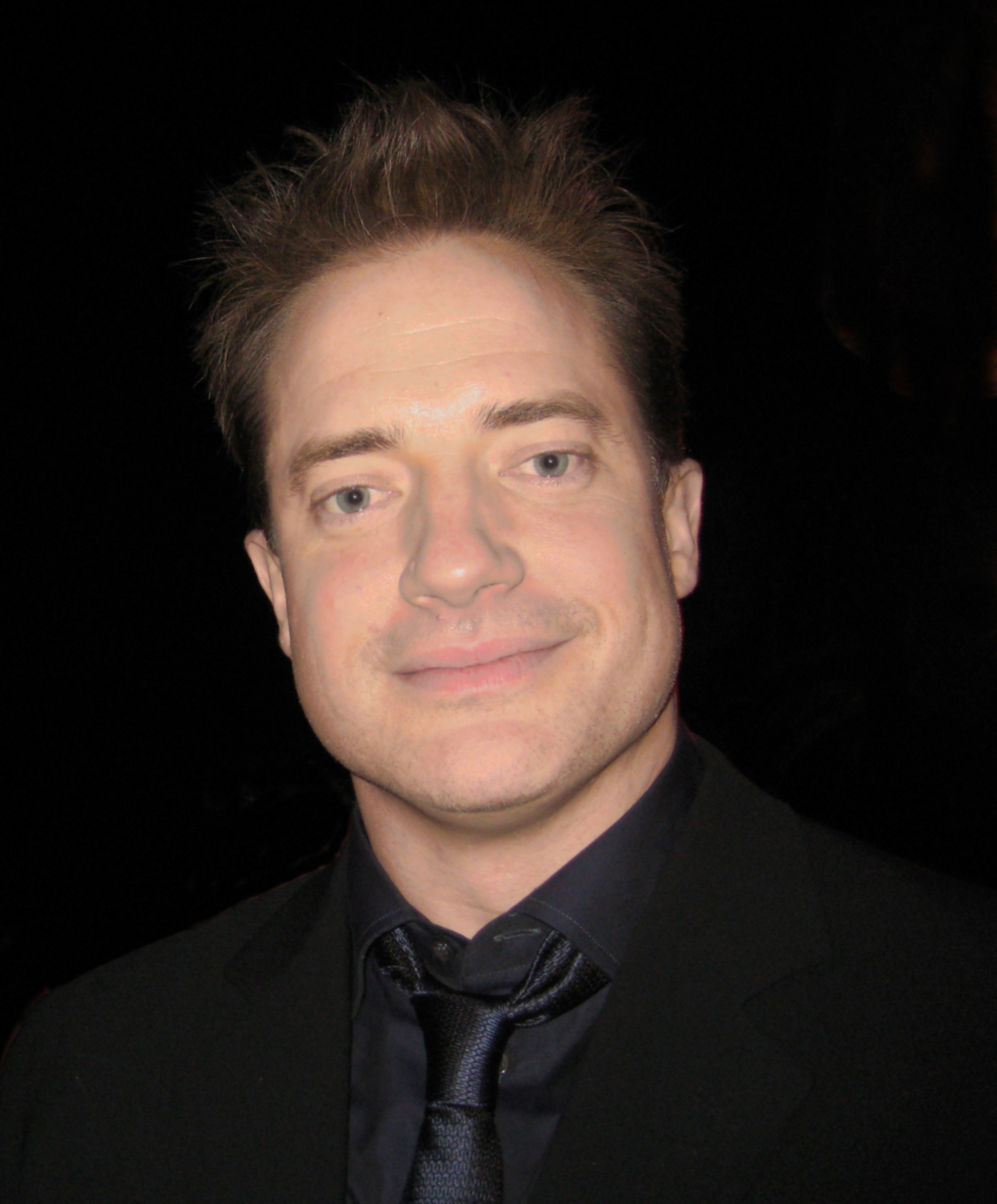
Brendan Fraser interpreta John Gunther
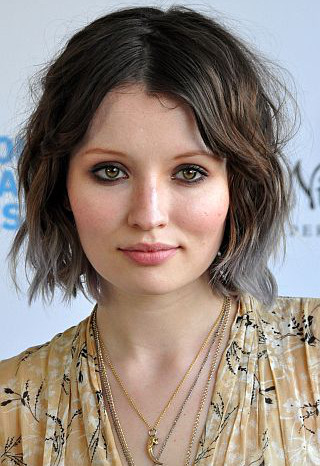
Emily Browning interpreta Sierra James
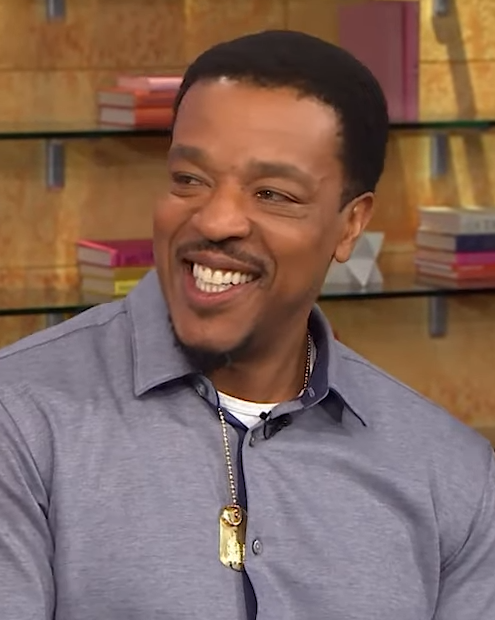
Russell Hornsby interpreta Carl Gatewood
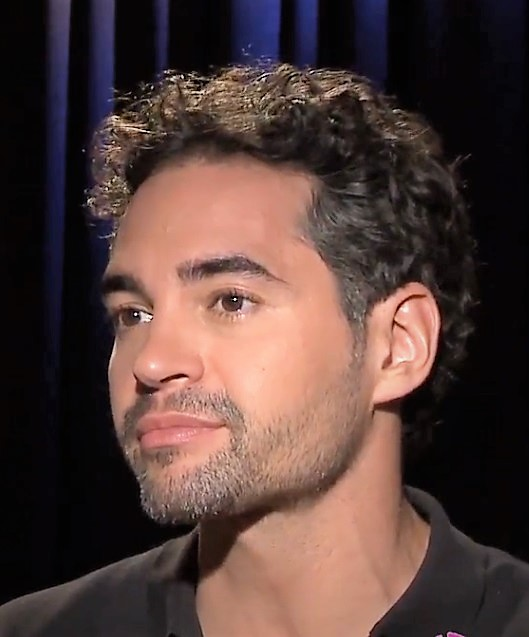
Ramón Rodríguez interpreta Ben Cruz (stagione 4)
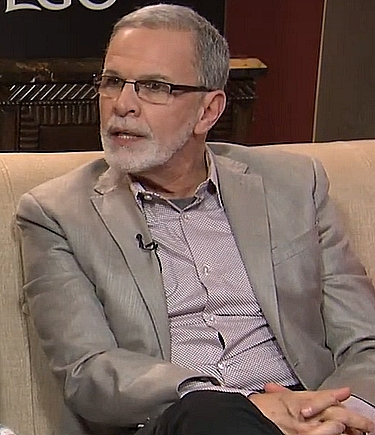
Tony Plana interpreta Ben Cruz (stagione 5)
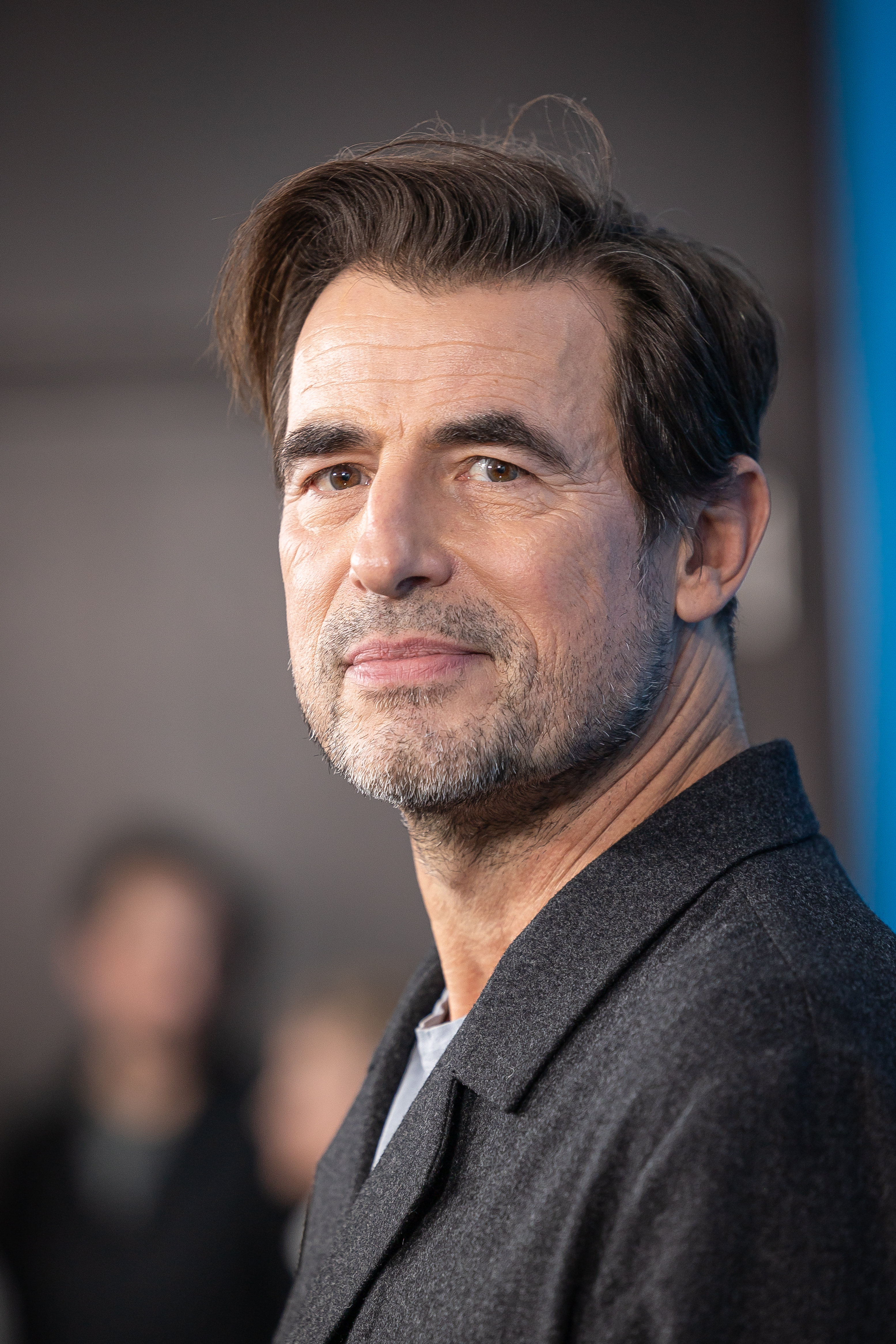
Claes Bang interpreta Sasha Mann

## Altri personaggi
- Detective Jeffries, interpretato da Victor Williams, doppiato da Alberto Angrisano.
Detective che indaga sulla morte di Scotty. È sempre stato convinto della colpevolezza di Noah, fino a quando non ha trovato la prova che incastrava Alison, ciò nonostante Noah si assumerà la colpa per la morte della vittima. Quando Alison muore sarà lui a occuparsi del caso, e benché Cole lo avesse esortato a indagare su Ben (il vero colpevole) Jeffries chiuderà il caso sicuro che quello di Alison sia stato solo un suicidio.
- Hal Lockhart, interpretato da Danny Fischer, doppiato da Luca Mannocci.
Fratello di Cole, è sposato con Mary-Kate, dalla quale avrà un figlio
- Mary-Kate Lockhart, interpretata da Kaija Matiss, doppiata da Perla Liberatori.
Moglie di Hal e amica di Alison, fino a quando non divorzierà da Cole. Hal la metterà incinta, ma avrà un aborto spontaneo. Nella terza stagione di apprenderà, però, che lei e Hal hanno avuto un altro bambino.
- Caleb Lockhart, interpretato da Michael Godere, doppiato da Gianluca Cortese.
Fratello di Cole, è sposato con Lavinia.
- Lavinia Lockhart, interpretata da Lavinia Jones Wright.
È la moglie di Caleb.
- Joan Bailey, interpretata da Lynn Cohen, doppiata da Graziella Polesinanti.
È la nonna materna di Alison, e madre di Athena, è stata lei a crescere sua nipote. Ormai vecchia e malata, morirà verso il finale della prima stagione dopo aver sofferto di alzheimer.
- Jane, interpretata da Nicolette Robinson, doppiata da Erica Necci.
Cameriera del Lobster Roll e amica di Alison. Dopo che Alison lascerà Cole e Montauk lei e Jane si terranno in contatto. La sua ultima apparizione sarà durante il funerale di Alison.
- Harry, interpretato da Stephen Kunken, doppiato da Daniele Raffaeli (stagioni 1-2) e Riccardo Scarafoni (stagione 5).
È un editore, Noah lo conoscerà a Montauk e Harry notando il potenziale del libro che Noah intende scrivere, La discesa, deciderà di pubblicarlo e infatti sarà un successo.
- Nina Solloway, interpretata da Jennifer Esposito, doppiata da Giò Giò Rapattoni.
È la sorella di Noah, sposata con dei figli. Non ha mai nutrito molta simpatia per Helen. Dopo la morte del padre, benché avesse lasciato la casa a Noah, quest'ultimo la cederà a Nina e alla sua famiglia.
- Arthur Solloway, interpretato da Mark Margolis, doppiato da Silvio Anselmo.
È il padre di Noah e Nina, era un pittore, sebbene poi avesse deciso di abbandonare la carriera artistica per fare il camionista così da poter accudire sua moglie gravemente ammalata. In realtà dopo poco tempo smise si prendersi cura di lei, infatti è stato Noah ad accudirla fino alla sua morte, e questo generò tra lui e suo padre un forte astio che non sono mai stati capaci di superare. Ormai vecchio e malato, Nina si prende cura di lui, Arthur e Noah non sono mai andati d'accordo. Morirà a causa di un enfisema.
- Yvonne, interpretata da Joanna Gleason, doppiata da Alessandra Korompay.
Un'editrice che, con suo marito, accoglie nella loro casa degli ospiti Allison e Noah per un po' di tempo.
- Robert, interpretato da Peter Friedman, doppiato da Paolo Maria Scalondro.
Il marito di Yvonne, la sposò dopo aver lasciato la sua prima moglie dopo averla tradita proprio con Yvonne. Sarà lui a far sì che Alison e Noah lascino la loro casa degli ospiti per evitare problemi, dato che era attratto da Alison.
- Audrey, interpretata da Sarah Ramos, doppiata da Ughetta D'Onorascenzo.
Studentessa di Noah quando insegnava al Livingston College. Audrey era attratta da lui, ma Noah non ha mai ritenuto che avesse un grande talento letterario. Affranta Audrey lascerà l'università, covando astio nei confronti di Noah, e quando Sasha Mann convincerà alcune donne a denunciare Noah per molestie, Audrey ne approfitterà per scrivere un libro diffamatorio su di lui.
- Abdul Ullah, interpretato da Zuhair Haddad, doppiato da Franco Zucca.
È il padre di Vic, gestisce una lavanderia, benché a Beirut fosse uno stimato cardiologo.
- Priya Ullah, interpretata da Zenobia Shroff, doppiata da Aurora Cancian.
È la madre di Vic, è indiana. La sua famiglia l'ha diseredata non avendo mai approvato il suo matrimonio con Abdul. Non ha mai avuto una grande considerazione di Helen non ritenendola la donna giusta per Vic.
- Nan, interpretata da Amy Irving, doppiata da Fabrizia Castagnoli.
Artista che gestisce una galleria d'arte a Morro Bay. Un tempo lei e Gabriel (il padre di Cole) erano amanti, nonostante fosse ancora sposato con Cherry. Nan considerava Gabriel l'amore della sua vita, purtroppo fu costretto a lasciarla per tornare da Cherry, la quale era incinta di Cole minacciando il suicidio. Nel breve periodo in cui Cole è stato a Morro Bay, lei lo ospiterà a casa sua.
- Delphine, interpretata da Phoebe Tonkin, doppiata da Erica Necci.
Giovane artista e protetta di Nan, viene dell'Idaho, si è trasferita a Morro Bay e Nan la ospita a casa sua. Quando Cole giungerà a Morro Bay lui e Delphine faranno amicizia, passando una notte di passione con lei, benché sia sposato con Luisa. Quando Cole lascerà Morro Bay, lui e Delphine si saluteranno da buoni amici.
- James, interpretato da Tim Matheson, doppiato da Rodolfo Traversa.
È il padre di Alison, è un uomo facoltoso, vive a East Hampton in una lussuosa villa. Conobbe Athena (che a quel tempo si faceva chiamare ancora Shelly) quando iniziò lavorare come baby sitter, infatti si occupava lei dei figli che James aveva avuto con sua moglie. Come afferma James, lui e Athena si innamorarono e iniziarono una relazione, e lui la mise incinta di Alison, sebbene a detta di Athena lui la stuprò. Athena ha sempre tenuto Alison lontana da lui, infatti Alison lo conoscerà solo in età adulta, sarà James a contattarla nella speranza che lei possa dargli un rene essendo gravemente malato, ma ciò non sarà possibile dato che Alison morirà.
- Julie, interpretata da Dina Meyer, doppiata da Claudia Razzi.
È la seconda moglie di James e madre dei loro figli.
- Joel, interpretato da Adam Shapiro, doppiato da David Chevalier.
Insegnante e collega di lavoro di Noah. È molto giovane e con poca esperienza, ciò nonostante gli offriranno il posto di preside dopo che Janelle si candiderà per consiglio scolastico.
- Ariel, interpretata da Janel Moloney, doppiata da Chiara Salerno.
Compagna di università di Noah e Helen, lei e Noah sono buoni amici. Insegna lettere a Princeton.
- Paul, interpretato da Lyriq Bent, doppiato da Gabriele Sabatini.
Procuratore sportivo e marito di Joanie. Nonostante l'iniziale odio nei confronti della moglie, dopo aver scoperto che lo tradiva con altri uomini, tanto da cacciarla via di casa, la perdonerà quando tornerà da lui.
- Eddie James Ullah, interpretato da Michael Braun, doppiato da Luigi Ferraro.
Figlio di Vic e Sierra, quest'ultima lascerà Los Angeles insieme a lui trasferendosi a Montauk dove Eddie trascorrerà la sua infanzia. È un epigenetista il quale studia la famiglia Lockhart. Helen, dopo la morte di Vic, aiuterà Sierra a crescerlo, lo stesso Eddie afferma di aver voluto bene a Helen come una seconda madre, inoltre è in buoni rapporti di amicizia con Noah. Avrà modo di conoscere Joanie a Montauk e i due diventeranno amanti. Ha conosciuto Cole prima che lui morisse, mentre raccoglieva informazioni per le sue ricerche. Eddie riuscirà in parte e risvegliare l'emotività di Joanie, aiutandola a scoprire anche la verità sulla morte di sua madre. Benché le avesse proposto di seguirlo a Vienna, lei lo lascerà per tornare dal marito e dalle figlie.
- Adeline, interpretata da Jennifer Jason Leigh, doppiata da Barbara Castracane.
È la madre di Sierra, un tempo era un'attrice, è sempre stata una madre fredda ed esigente nei confronti di Sierra avendola sempre trattata come una buona a nulla.
- Christianna, interpretata da Dana Drori, doppiata da Giulia Tarquini.
È la figlia della defunta fidanzata di Sasha, sua madre morì a causa della sua dipendenza da droghe. Incapace di mettere ordine nella sua vita, essendo una truffatrice, vive di rendita dato che Sasha la mantiene elargendogli cospicue somme di denaro.
- Erica, interpretata da Megan Duffy, doppiata da Irene Trotta.
Lavora nella troup del film di Sasha, è attratta da Noah.
- Leif, interpretato da Geoffrey Arend, doppiato da Davide Albano.
È un regista cinematografico, lui e Sierra intraprendono una relazione.

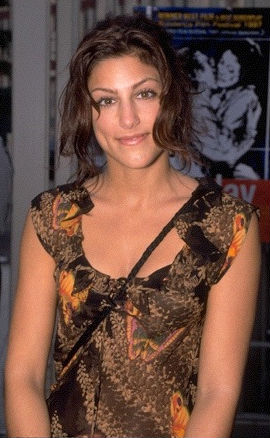
Jennifer Esposito interpreta Nina Solloway
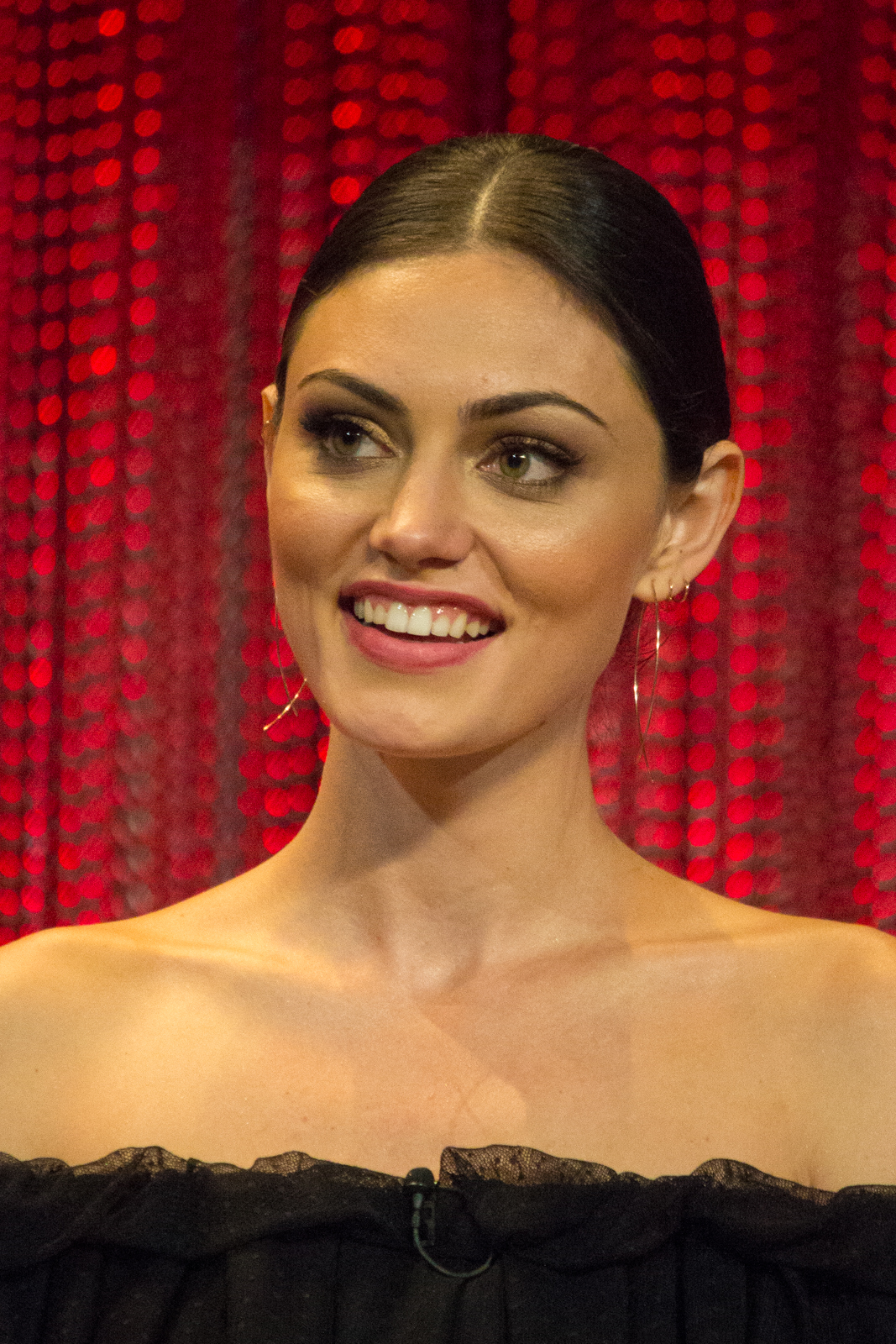
Phoebe Tonkin interpreta Delphine
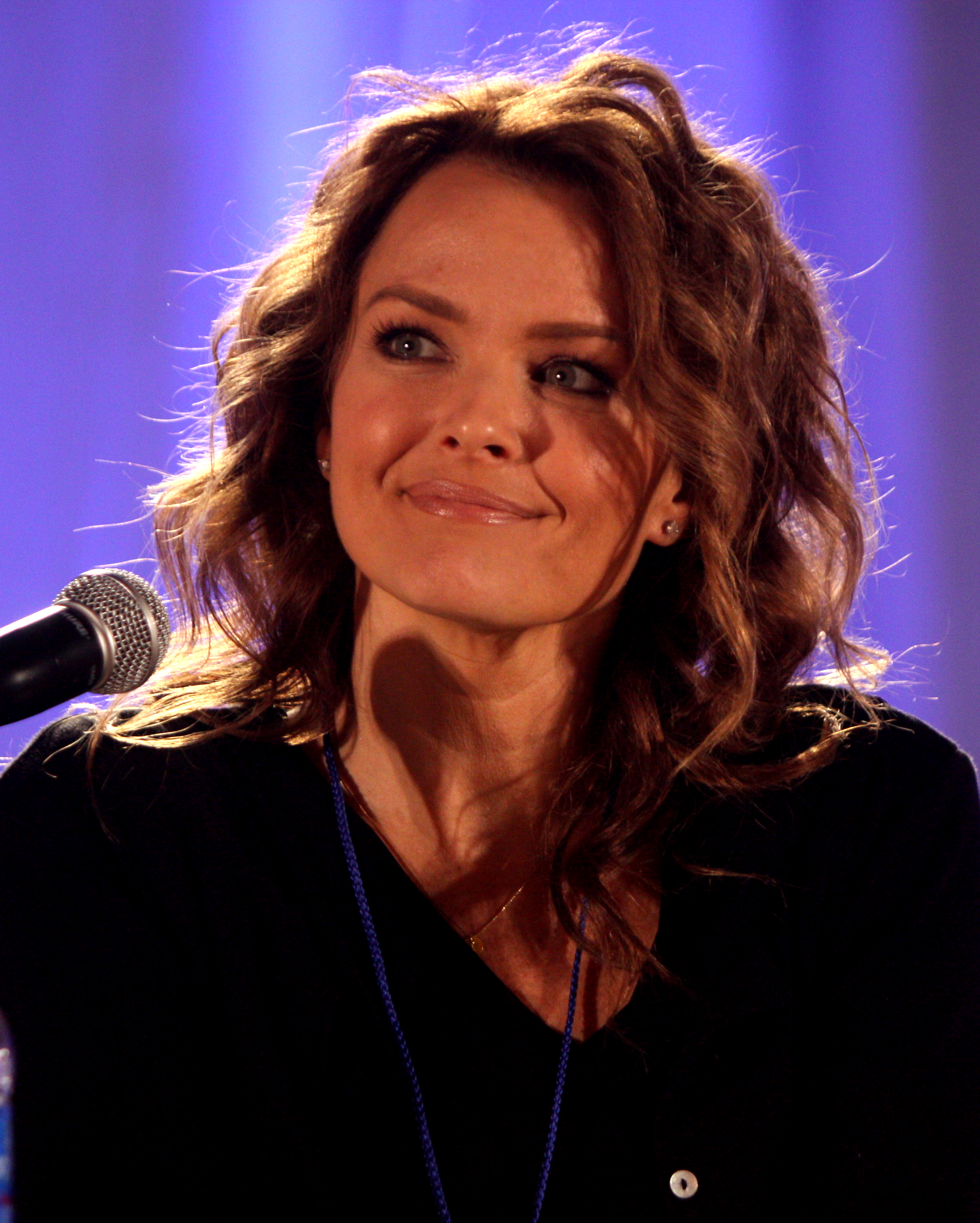
Dina Meyer interpreta Julie
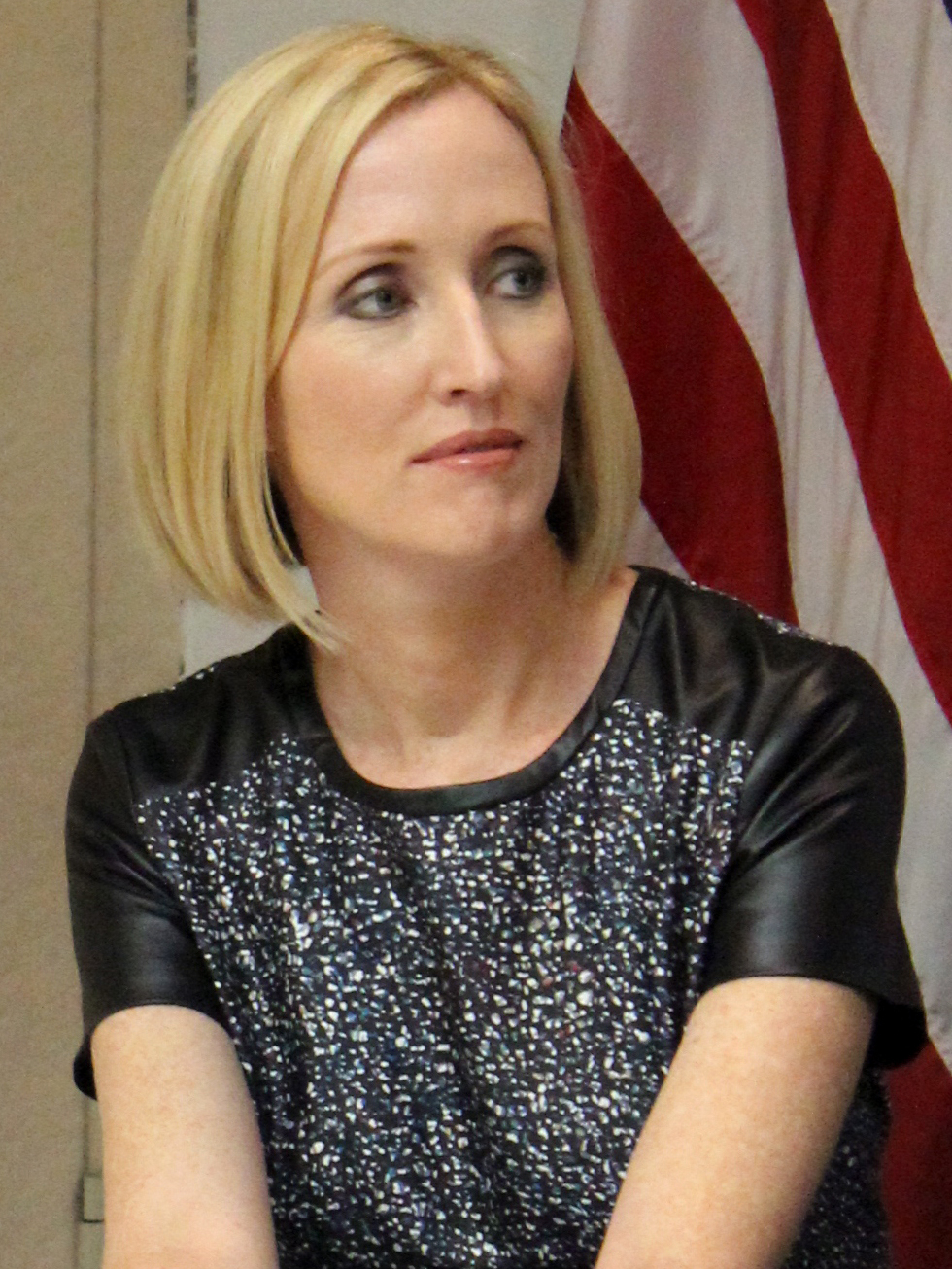
Janel Moloney interpreta Ariel
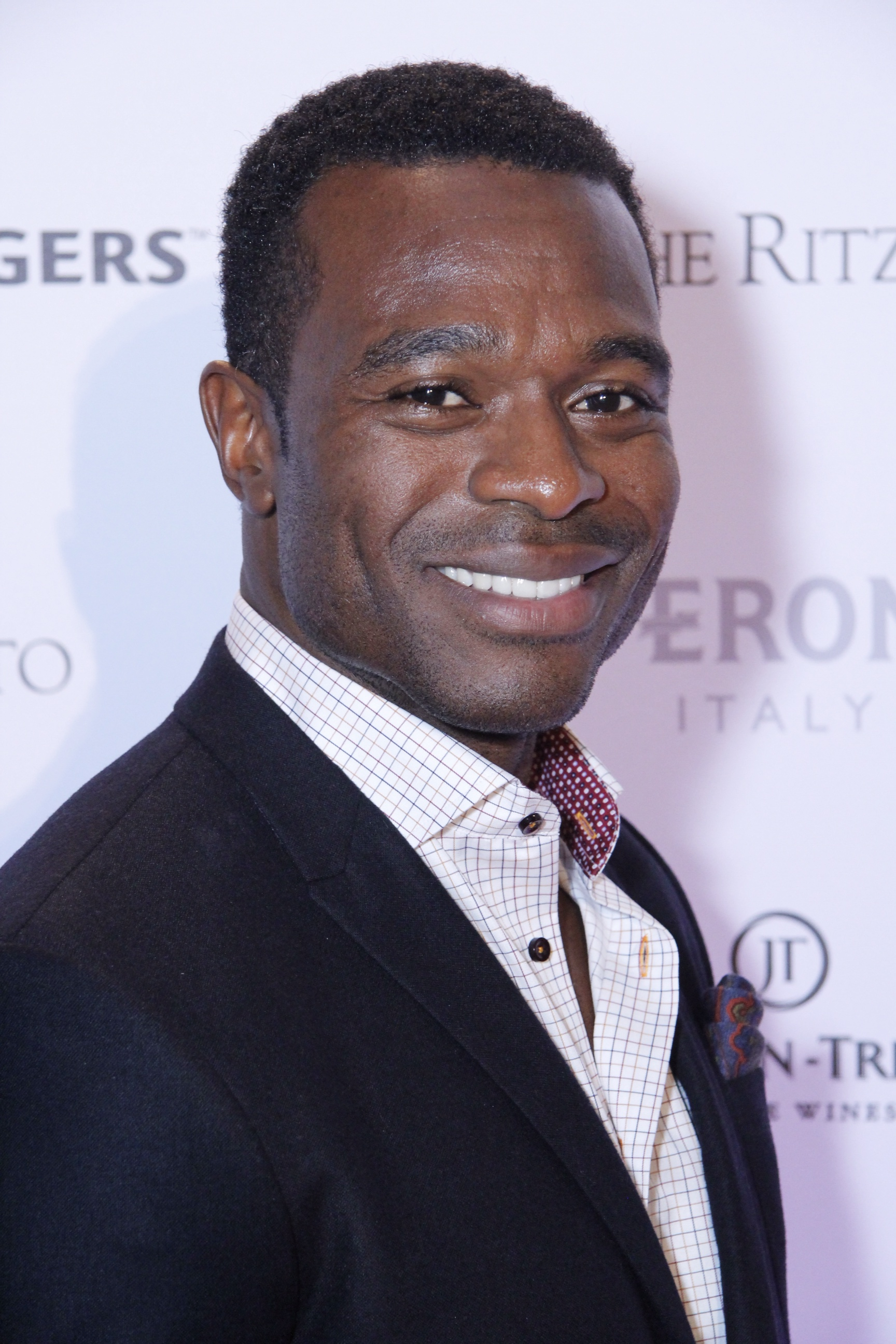
Lyriq Bent interpreta Paul
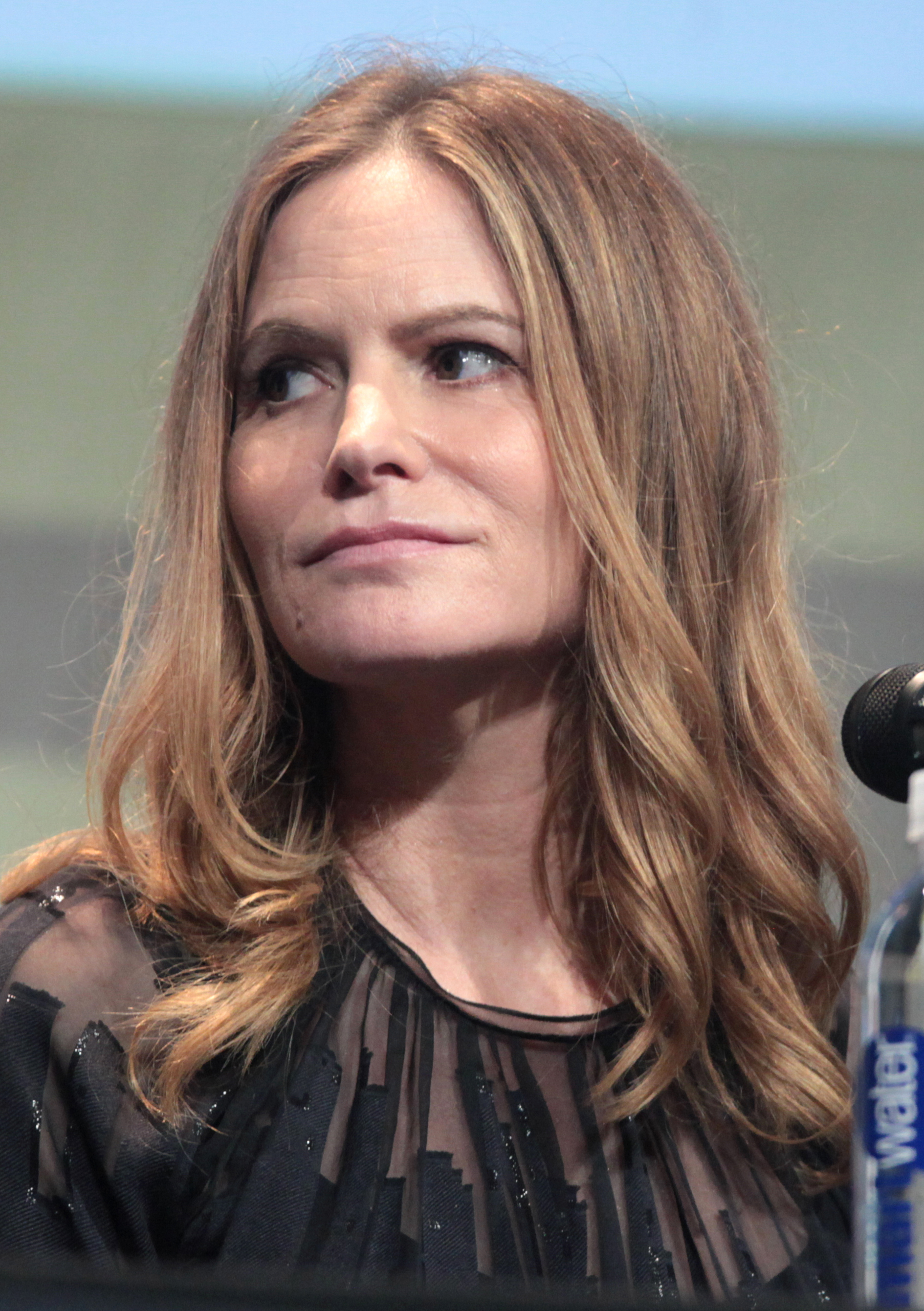
Jennifer Jason Leigh interpreta Adeline
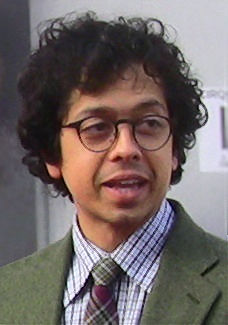
Geoffrey Arend interpreta Leif